# Liga Mexicana de Béisbol 2018
La Temporada 2018 de la Liga Mexicana de Béisbol fue la edición número 94. Esta campaña se dividió en dos campeonatos (Primavera y Otoño), mismos que llevaron el nombre del C.P. Alfredo Harp Helú en reconocimiento a la inversión histórica que hizo en el Salón de la Fama, y cuyos calendarios se llevaron a cabo con 16 equipos, confirmando la participación del club Generales de Durango, el cual fue vendido al exjugador Miguel Ojeda y el empresario Fernando Espinosa del Campo, quienes contaron con la aprobación de los directivos.
Se aprobó el cambio de plaza del club Rojos del Águila de Veracruz el cual jugó bajo el mote de Tecolotes de los Dos Laredos, ya que tuvo como sedes las ciudades de Nuevo Laredo, Tamaulipas y Laredo, Texas, mismos que formaron parte de la Zona Norte. Por lo tanto los Diablos Rojos del México pasaron a la Zona Sur.
Por su parte, los Vaqueros Unión Laguna cambiaron de nombre a Algodoneros de Unión Laguna, con la idea de regresar al cien por ciento a los orígenes e historia del béisbol de la Comarca Lagunera.
Las fechas de la temporada 2018 con sus dos campeonatos, cada uno de 57 encuentros de campaña regular, inicialmente serían las siguientes:
| Primavera: - Juego inaugural: 22 de marzo. - Resto de inauguraciones: 23 de marzo. - Juego de eliminación: 28 de mayo. - Primer playoff: 30-31 de mayo, 2-3-4, 6-7 de junio. - Serie de Campeonato: 9-10, 12-13-14, 16-17 de junio. - Serie del Rey: 19-20, 22-23-24, 26-27 de junio. |  | Otoño: - Inauguraciones: 3 de julio. - Juego de eliminación: 8 de septiembre. - Primer playoff: 10-11, 13-14-15, 17-18 de septiembre. - Serie de Campeonato: 20-21, 23-24-25, 27-28 de septiembre. - Serie del Rey: 30 de septiembre-1 de octubre, 3-4-5, 7-8 de octubre. |

En cuanto a la transmisión de juegos por televisión, se informó que la LMB renovó su convenio de difusión con Televisa Deportes Network, cadena por la cual se transmitirían dos juegos semanales durante la temporada regular (jueves y domingo), así como el Juego de Estrellas y las dos Series del Rey, todos por la señal de Univisión TDN. Por otro lado, la LMB continuaría con la transmisión y difusión de los juegos del circuito por la televisión abierta, incluyendo las dos Series del Rey 2018, así como de los dos campeonatos y postemporadas de este año, por el canal a+ de TV Azteca todos los sábados en Home Run Azteca "La casa del Rey". Además, la LMB firmó un acuerdo único en su tipo con Facebook, para transmitir en exclusiva un total de 132 juegos de temporada regular y ocho de Playoffs (cuatro por cada campeonato) durante la Temporada "Alfredo Harp Helú" 2018, a través de Facebook Live. Estas transmisiones serían gratuitas y estarían disponibles a partir del 22 de marzo en la página de Facebook de la LMB (facebook.com/LigaMexicanadeBeisbol). Asimismo, la LMB también anunció como su Digital Broadcaster a Twitter para este 2018, mediante el cual se transmitirían 2 juegos semanales. Por otra parte, se seguiría con las transmisiones en vivo vía streaming por Cinépolis KLIC los miércoles y domingos. De igual manera, se mantendría la plataforma LMB.TV de AYM Sports, donde se podría contar con los partidos en el momento y tiempo que se desee con una oferta de más de 600 juegos. Con respecto a las transmisiones radiofónicas, se anunció que por decimocuarto año consecutivo Cadena Rasa transmitiría el Juego de Estrellas y ambas Series del Rey, por medio de Rasa Deportes.
Los Leones de Yucatán dirigidos por Roberto "Chapo" Vizcarra se coronaron campeones de Primavera, al superar 4-3 a los Sultanes de Monterrey en la serie por el título. El juego decisivo se disputó el 28 de junio en el Parque Kukulcán Álamo de Mérida, Yucatán. Mientras que los campeones de Otoño fueron los Sultanes de Monterrey dirigidos por Roberto Kelly, al superar 4-2 a los Guerreros de Oaxaca en la serie final, y cuyo juego decisivo se disputó el 9 de octubre en el Estadio de Béisbol Monterrey de Monterrey, Nuevo León.
La Serie Final por el título de Primavera de la LMB denominada Serie del Rey, fue transmitida por televisión por a+, AYM Sports, Multimedios Televisión, SIPSE, Telesur, Trecevisión y Univisión TDN. Vía streaming por Cinépolis KLIC, Facebook, Twitter e Internetv.tv. Mientras que la Cadena Rasa la transmitió por radio a nivel nacional por decimocuarto año consecutivo. En cuanto a la Serie del Rey de Otoño, esta fue transmitida por televisión por a+, AYM Sports, CORTV, Multimedios Televisión, SIPSE y Univisión TDN. Vía streaming por Cinépolis KLIC, Facebook e Internetv.tv. Y por radio a nivel nacional a través de Cadena Rasa, mientras que CORTV y Multimedios Radio lo hicieron localmente.

## Cambios en la competencia
Para esta campaña se mantuvo el mismo sistema de competencia, para ambos torneos, mismos que contaron con 114 juegos (2 campeonatos, 57 juegos por campeonato). Por lo que los tres primeros lugares de cada zona calificaron a la postemporada, y el quinto y cuarto sostendrían un juego de eliminación directa, siempre y cuando la diferencia entre ellos no haya sido mayor a 3.0 encuentros. 
Para 2018 se adoptó la regla de la base por bolas intencional de manera automática, sin necesidad de hacer los envíos a home. Además se adoptaron medidas para una mayor celeridad de los juegos como la colocación de cronómetros gigantes en los estadios para contabilizar los dos minutos entre entrada y entrada.
Asimismo, se mantuvo la Regla de Novatos para los dos calendarios, con una mayor exigencia en el cumplimiento del número mínimo de apariciones al bat (120), para los jugadores de posición, y de un mínimo de bateadores enfrentados (210), para los lanzadores. Para ser considerado como novato en la temporada 2018, aplicaron aquellos jugadores catalogados como novatos en 2017, como medida para darle continuidad al proceso de desarrollo de los peloteros noveles del calendario anterior, o bien, debieron cumplir con los siguientes requerimientos: si es pitcher, que no haya lanzado más de 40.0 entradas en la LMB; si es cácher, infielder u outfielder, que no haya tenido más de 70 apariciones al bate. No se consideraron como novatos a los jugadores que hayan participado en el béisbol profesional de Estados Unidos en nivel AA en adelante. 
En cuanto a la contratación de extranjeros se autorizó la participación de hasta siete jugadores por cada club, y que estos podrían estar hasta en tres equipos diferentes durante toda la temporada (incluyendo ambos campeonatos). Un extranjero lesionado podría ser enviado a una lista en la que debió permanecer al menos 15 días para poder ser reactivado, el equipo que tuviera esta situación tendría derecho a sustituir a ese jugador con otro extranjero. 
También se tomaron acuerdos en relación con los uniformes (apellidos en las camisolas obligatorios, libertad en el color de los spikes y oportunidad para vestir sudaderas en los dugouts) y en la ejecución del programa antidopaje, el cual es confidencial.
Se acordó que habría un tope salarial de manera global, que aplicaría mensualmente, y otro individual de 10 mil dólares, tanto para mexicanos como extranjeros, de tal forma que se tendría un control más riguroso y con mayor transparencia en el reporte de los pagos de los equipos a los peloteros. Además se tendría un nuevo protocolo de asignaciones, que sería más riguroso en cuanto a las transferencias de jugadores.
Campeones Individuales y Nominaciones Especiales

Con respecto a los Campeones Individuales, estos serían reconocidos al término de cada uno de los dos campeonatos, en las siguientes categorías:
| Bateo: - Campeón bateador - Carreras producidas - Homeruns - Bases robadas |  | Pitcheo: - Carreras limpias - Porcentaje Ganados/Perdidos - Juegos ganados - Ponches - Juegos salvados |

Además de la Nominación Especial "Jugador más valioso" que sería sometida a la votación de la prensa dos veces en el año.
Mientras tanto, el resto de Nominaciones Especiales, continuarían siendo votadas una sola vez, tomando en cuenta el desempeño en los dos campeonatos. De esta forma, las siguientes categorías serían anunciadas al término del segundo campeonato:
- Novato del año
- Retorno del año
- Pitcher del año
- Relevista del año
- Mánager del año

Cámara de controversias

En Asamblea se analizaron cambios de reglamentos y estatutos que estarían listos para el mes de julio, entre ellos el tema de la Cámara de Controversias, que entraría en operación en esta temporada.
Calendario

El calendario fue de 114 juegos (2 campeonatos, 57 juegos por campeonato).

## Equipos participantes
| Liga Mexicana de Béisbol 2018 |                              |           |                      |                                        |                          |             |
| Zona                          | Equipo                       | Fundación | Mánager              | Ciudad                                 | Estadio                  | Capacidad   |
| Norte                         | Acereros del Norte           | 1974      | Pedro Meré           | Monclova, Coahuila                     | Monclova                 | 8,500       |
| Norte                         | Algodoneros de Unión Laguna  | 1940      | Ramón Orantes        | Torreón, Coahuila                      | Revolución               | 9,500       |
| Norte                         | Generales de Durango         | 2016      | Matías Carrillo      | Durango, Durango                       | Francisco Villa          | 4,983       |
| Norte                         | Rieleros de Aguascalientes   | 1975      | Homar Rojas          | Aguascalientes, Aguascalientes         | Alberto Romo Chávez      | 6,494       |
| Norte                         | Saraperos de Saltillo        | 1970      | Lenin Picota         | Saltillo, Coahuila                     | Francisco I. Madero      | 16,000      |
| Norte                         | Sultanes de Monterrey        | 1939      | Roberto Kelly        | Monterrey, Nuevo León                  | Monterrey                | 22,061      |
| Norte                         | Tecolotes de los Dos Laredos | 1940      | Félix Fermín         | Nuevo Laredo, Tamaulipas Laredo, Texas | Nuevo Laredo Uni-Trade   | 7,555 6,000 |
| Norte                         | Toros de Tijuana             | 2004      | Óscar Robles         | Tijuana, Baja California               | Gasmart                  | 17,000      |
| Sur                           | Bravos de León               | 1978      | Luis Carlos Rivera   | León, Guanajuato                       | Domingo Santana          | 6,500       |
| Sur                           | Diablos Rojos del México     | 1940      | Víctor Bojórquez     | Ciudad de México                       | Fray Nano                | 5,000       |
| Sur                           | Guerreros de Oaxaca          | 1996      | Sergio Omar Gastélum | Oaxaca, Oaxaca                         | Eduardo Vasconcelos      | 7,200       |
| Sur                           | Leones de Yucatán            | 1954      | Roberto Vizcarra     | Mérida, Yucatán                        | Kukulcán Álamo           | 14,917      |
| Sur                           | Olmecas de Tabasco           | 1975      | Eddy Castro          | Villahermosa, Tabasco                  | Centenario 27 de Febrero | 8,500       |
| Sur                           | Pericos de Puebla            | 1938      | Lorenzo Bundy        | Puebla, Puebla                         | Hermanos Serdán          | 12,112      |
| Sur                           | Piratas de Campeche          | 1980      | Rómulo Martínez      | Campeche, Campeche                     | Nelson Barrera Romellón  | 6,000       |
| Sur                           | Tigres de Quintana Roo       | 1955      | Raúl Sánchez         | Cancún, Quintana Roo                   | Beto Ávila               | 9,500       |

## Posiciones (Primavera)
- Actualizadas las posiciones al 26 de mayo de 2018. [27]

| Zona Norte     | Zona Norte | Zona Norte | Zona Norte | Zona Norte |
| Equipo         | JG         | JP         | PCT        | JV         |
| -------------- | ---------- | ---------- | ---------- | ---------- |
| Monterrey      | 37         | 20         | .649       | -          |
| Tijuana        | 33         | 23         | .589       | 3.5        |
| Aguascalientes | 33         | 24         | .579       | 4.0        |
| Monclova       | 29         | 27         | .518       | 7.5        |
| Saltillo       | 24         | 32         | .429       | 12.5       |
| Durango        | 24         | 33         | .421       | 13.0       |
| Unión Laguna   | 23         | 34         | .404       | 14.0       |
| Dos Laredos    | 18         | 39         | .316       | 19.0       |

| Zona Sur     | Zona Sur | Zona Sur | Zona Sur | Zona Sur |
| Equipo       | JG       | JP       | PCT      | JV       |
| ------------ | -------- | -------- | -------- | -------- |
| Yucatán      | 40       | 17       | .702     | -        |
| México       | 36       | 19       | .655     | 3.0      |
| Quintana Roo | 33       | 21       | .611     | 5.5      |
| León         | 27       | 29       | .482     | 12.5     |
| Puebla       | 25       | 30       | .455     | 14.0     |
| Tabasco      | 24       | 33       | .421     | 16.0     |
| Campeche     | 22       | 34       | .393     | 17.5     |
| Oaxaca       | 22       | 35       | .386     | 18.0     |

| Clasificado a los playoffs |

| Clasificado como comodín |

## Playoffs (Primavera)
|  | Juego de comodines | Juego de comodines | Juego de comodines |           |   | Primer Playoff          | Primer Playoff          | Primer Playoff          |   |  | Series de Campeonato | Series de Campeonato | Series de Campeonato |   |  | Serie del Rey    | Serie del Rey    | Serie del Rey    |  |
|  | 28 de mayo         | 28 de mayo         | 28 de mayo         |           |   | 30 de mayo - 6 de junio | 30 de mayo - 6 de junio | 30 de mayo - 6 de junio |   |  | 9 - 18 de junio      | 9 - 18 de junio      | 9 - 18 de junio      |   |  | 20 - 28 de junio | 20 - 28 de junio | 20 - 28 de junio |  |
|  |                    |                    |                    |           |   |                         |                         |                         |   |  |                      |                      |                      |   |  |                  |                  |                  |  |
|  |                    |                    |                    |           |   |                         |                         |                         |   |  |                      |                      |                      |   |  |                  |                  |                  |  |
|  |                    |                    |                    |           |   |                         |                         |                         |   |  |                      |                      |                      |   |  |                  |                  |                  |  |
|  |                    |                    |                    |           |   |                         |                         |                         |   |  |                      |                      |                      |   |  |                  |                  |                  |  |
|  |                    |                    |                    |           |   |                         |                         |                         |   |  |                      |                      |                      |   |  |                  |                  |                  |  |
|  |                    | 3                  | Aguascalientes     | 0         |   |                         |                         |                         |   |  |                      |                      |                      |   |  |                  |                  |                  |  |
|  |                    |                    |                    | 0         |   |                         |                         |                         |   |  |                      |                      |                      |   |  |                  |                  |                  |  |
|  |                    |                    | 2                  | Tijuana   | 4 |                         |                         |                         |   |  |                      |                      |                      |   |  |                  |                  |                  |  |
|  |                    |                    | 2                  | Tijuana   | 4 |                         |                         |                         |   |  |                      |                      |                      |   |  |                  |                  |                  |  |
|  |                    |                    |                    |           |   |                         |                         |                         |   |  |                      |                      |                      |   |  |                  |                  |                  |  |
|  |                    |                    |                    |           |   |                         |                         |                         |   |  |                      |                      |                      |   |  |                  |                  |                  |  |
|  |                    |                    |                    |           |   |                         | 2                       | Tijuana                 | 2 |  |                      |                      |                      |   |  |                  |                  |                  |  |
|  | Zona Norte         |                    |                    |           |   |                         | 2                       | Tijuana                 | 2 |  |                      |                      |                      |   |  |                  |                  |                  |  |
|  |                    |                    | 1                  | Monterrey | 4 |                         |                         |                         |   |  |                      |                      |                      |   |  |                  |                  |                  |  |
|  |                    |                    | 1                  | Monterrey | 4 |                         |                         |                         |   |  |                      |                      |                      |   |  |                  |                  |                  |  |
|  |                    |                    |                    |           |   |                         |                         |                         |   |  |                      |                      |                      |   |  |                  |                  |                  |  |
|  |                    |                    |                    |           |   |                         |                         |                         |   |  |                      |                      |                      |   |  |                  |                  |                  |  |
|  |                    | 4                  | Monclova           | 2         |   |                         |                         |                         |   |  |                      |                      |                      |   |  |                  |                  |                  |  |
|  |                    |                    |                    | 2         |   |                         |                         |                         |   |  |                      |                      |                      |   |  |                  |                  |                  |  |
|  |                    |                    | 1                  | Monterrey | 4 |                         |                         |                         |   |  |                      |                      |                      |   |  |                  |                  |                  |  |
|  |                    |                    | 1                  | Monterrey | 4 |                         |                         |                         |   |  |                      |                      |                      |   |  |                  |                  |                  |  |
|  |                    |                    |                    |           |   |                         |                         |                         |   |  |                      |                      |                      |   |  |                  |                  |                  |  |
|  |                    |                    |                    |           |   |                         |                         |                         |   |  |                      |                      |                      |   |  |                  |                  |                  |  |
|  |                    |                    |                    |           |   |                         |                         |                         |   |  |                      | 1                    | Monterrey            | 3 |  |                  |                  |                  |  |
|  |                    |                    |                    |           |   |                         |                         |                         |   |  |                      |                      |                      | 3 |  |                  |                  |                  |  |
|  |                    |                    | 1                  | Yucatán   | 4 |                         |                         |                         |   |  |                      |                      |                      |   |  |                  |                  |                  |  |
|  |                    |                    | 1                  | Yucatán   | 4 |                         |                         |                         |   |  |                      |                      |                      |   |  |                  |                  |                  |  |
|  |                    |                    |                    |           |   |                         |                         |                         |   |  |                      |                      |                      |   |  |                  |                  |                  |  |
|  |                    |                    |                    |           |   |                         |                         |                         |   |  |                      |                      |                      |   |  |                  |                  |                  |  |
|  |                    | 3                  | Quintana Roo       | 4         |   |                         |                         |                         |   |  |                      |                      |                      |   |  |                  |                  |                  |  |
|  |                    |                    |                    | 4         |   |                         |                         |                         |   |  |                      |                      |                      |   |  |                  |                  |                  |  |
|  |                    |                    | 2                  | México    | 1 |                         |                         |                         |   |  |                      |                      |                      |   |  |                  |                  |                  |  |
|  |                    |                    | 2                  | México    | 1 |                         |                         |                         |   |  |                      |                      |                      |   |  |                  |                  |                  |  |
|  |                    |                    |                    |           |   |                         |                         |                         |   |  |                      |                      |                      |   |  |                  |                  |                  |  |
|  |                    |                    |                    |           |   |                         |                         |                         |   |  |                      |                      |                      |   |  |                  |                  |                  |  |
|  |                    |                    |                    |           |   |                         | 3                       | Quintana Roo            | 3 |  |                      |                      |                      |   |  |                  |                  |                  |  |
|  | Zona Sur           |                    |                    |           |   |                         | 3                       | Quintana Roo            | 3 |  |                      |                      |                      |   |  |                  |                  |                  |  |
|  |                    |                    | 1                  | Yucatán   | 4 |                         |                         |                         |   |  |                      |                      |                      |   |  |                  |                  |                  |  |
|  | 5                  | Puebla             | 1                  | Yucatán   | 4 | 0                       |                         |                         |   |  |                      |                      |                      |   |  |                  |                  |                  |  |
|  | 5                  | Puebla             |                    |           |   |                         |                         |                         |   |  |                      |                      |                      |   |  |                  |                  |                  |  |
|  | 4                  | León               | 1                  |           |   |                         |                         |                         |   |  |                      |                      |                      |   |  |                  |                  |                  |  |
|  | 4                  | León               | 1                  |           | 4 | León                    | 1                       |                         |   |  |                      |                      |                      |   |  |                  |                  |                  |  |
|  |                    |                    |                    |           | 4 | León                    | 1                       |                         |   |  |                      |                      |                      |   |  |                  |                  |                  |  |
|  |                    |                    | 1                  | Yucatán   | 4 |                         |                         |                         |   |  |                      |                      |                      |   |  |                  |                  |                  |  |
|  |                    |                    | 1                  | Yucatán   | 4 |                         |                         |                         |   |  |                      |                      |                      |   |  |                  |                  |                  |  |
|  |                    |                    |                    |           |   |                         |                         |                         |   |  |                      |                      |                      |   |  |                  |                  |                  |  |
|  |                    |                    |                    |           |   |                         |                         |                         |   |  |                      |                      |                      |   |  |                  |                  |                  |  |
|  |                    |                    |                    |           |   |                         |                         |                         |   |  |                      |                      |                      |   |  |                  |                  |                  |  |
|  |                    |                    |                    |           |   |                         |                         |                         |   |  |                      |                      |                      |   |  |                  |                  |                  |  |

|                                                                     |
| Campeón de la Liga Mexicana de Béisbol Leones de Yucatán 4.º título |

### Juego de comodines (Primavera)

#### Zona Sur

##### Pueblavs.León

###### Juego Zona Sur
28 de mayo de 2018; Estadio Domingo Santana, León, Guanajuato.
| Equipo                                                                                  | 1 | 2 | 3 | 4 | 5 | 6 | 7 | 8 | 9 | C | H | E |
| --------------------------------------------------------------------------------------- | - | - | - | - | - | - | - | - | - | - | - | - |
| Puebla                                                                                  | 0 | 0 | 0 | 0 | 0 | 1 | 0 | 1 | 0 | 2 | 7 | 0 |
| León                                                                                    | 2 | 0 | 1 | 1 | 0 | 0 | 0 | 0 | X | 4 | 6 | 1 |
| G: Dustin Crenshaw (1-0, 2.35); P: Mitch Lambson (0-1, 10.13); SV: Brandon Cunniff (1). |   |   |   |   |   |   |   |   |   |   |   |   |
| HR: LEO - C. Hunter (1). ASIST: 4,751.                                                  |   |   |   |   |   |   |   |   |   |   |   |   |

- León gana el juego de eliminación.[29]

### Primer Playoff (Primavera)
| Equipo                                                               | 1 | 2 | 3 | 4 | 5 | 6 | 7 | 8 | 9 | C | H  | E |
| -------------------------------------------------------------------- | - | - | - | - | - | - | - | - | - | - | -- | - |
| Monclova                                                             | 2 | 0 | 1 | 0 | 4 | 0 | 0 | 0 | 0 | 7 | 11 | 0 |
| Monterrey                                                            | 0 | 0 | 0 | 0 | 0 | 0 | 0 | 0 | 0 | 0 | 2  | 0 |
| G: Josh Lowey (1-0, 0.00); P: Jorge Reyes (0-1, 15.75); SV: No hubo. |   |   |   |   |   |   |   |   |   |   |    |   |
| HR: MVA - C. Tapia (1), R. Rivera (1 y 2). ASIST: 17,183.            |   |   |   |   |   |   |   |   |   |   |    |   |

| Equipo                                                                             | 1 | 2 | 3 | 4 | 5 | 6 | 7 | 8 | 9 | C | H  | E |
| ---------------------------------------------------------------------------------- | - | - | - | - | - | - | - | - | - | - | -- | - |
| Monclova                                                                           | 0 | 0 | 0 | 0 | 0 | 0 | 0 | 3 | 0 | 3 | 11 | 1 |
| Monterrey                                                                          | 0 | 2 | 1 | 3 | 0 | 0 | 0 | 0 | X | 6 | 11 | 0 |
| G: Marco Tovar (1-0, 0.00); P: Jerome Williams (0-1, 9.82); SV: Wirfin Obispo (1). |   |   |   |   |   |   |   |   |   |   |    |   |
| HR: MTY - A. Murillo (1), R. Peña (1). ASIST: 19,927.                              |   |   |   |   |   |   |   |   |   |   |    |   |

| Equipo                                                                | 1 | 2 | 3 | 4 | 5 | 6 | 7 | 8 | 9 | C | H  | E |
| --------------------------------------------------------------------- | - | - | - | - | - | - | - | - | - | - | -- | - |
| Monterrey                                                             | 0 | 2 | 0 | 3 | 0 | 0 | 0 | 1 | 1 | 7 | 13 | 0 |
| Monclova                                                              | 0 | 0 | 0 | 0 | 0 | 1 | 0 | 1 | 1 | 3 | 7  | 1 |
| G: José de Paula (1-0, 1.29); P: Jaime Lugo (0-1, 9.00); SV: No hubo. |   |   |   |   |   |   |   |   |   |   |    |   |
| HR: MTY - S. Elizalde (1); MVA - D. Jennings (1). ASIST: 6,875.       |   |   |   |   |   |   |   |   |   |   |    |   |

| Equipo                                                                        | 1 | 2 | 3 | 4 | 5 | 6 | 7 | 8 | 9 | C  | H  | E |
| ----------------------------------------------------------------------------- | - | - | - | - | - | - | - | - | - | -- | -- | - |
| Monterrey                                                                     | 2 | 0 | 4 | 0 | 0 | 0 | 0 | 2 | 2 | 10 | 15 | 0 |
| Monclova                                                                      | 2 | 0 | 3 | 0 | 0 | 0 | 1 | 0 | 2 | 8  | 11 | 2 |
| G: Manny Acosta (1-0, 3.00); P: Juan Ramón Noriega (0-1, 6.75); SV: No hubo.  |   |   |   |   |   |   |   |   |   |    |    |   |
| HR: MTY - A. Rodríguez (1), R. Peña (2); MVA - D. Jennings (2). ASIST: 6,977. |   |   |   |   |   |   |   |   |   |    |    |   |

| Equipo | 1 | 2 | 3 | 4 | 5 | 6 | 7 | 8 | 9 | C | H  | E |
| --- | - | - | - | - | - | - | - | - | - | - | -- | - |
| Monterrey | 0 | 0 | 1 | 1 | 0 | 1 | 1 | 2 | 0 | 6 | 14 | 0 |
| Monclova | 1 | 1 | 0 | 0 | 2 | 3 | 0 | 0 | X | 7 | 10 | 1 |
| G: Josh Lowey (2-0, 2.08); P: Jorge Reyes (0-2, 11.00); SV: Josh Lueke (1).                                             |   |   |   |   |   |   |   |   |   |   |    |   |
| HR: MTY - R. Ríos (1), A. Murillo (2); MVA - I. Salas (1), J. Arredondo (1), G. Green (1), R. Rivera (3). ASIST: 4,681. |   |   |   |   |   |   |   |   |   |   |    |   |

| Equipo | 1 | 2 | 3 | 4 | 5 | 6 | 7 | 8 | 9 | C | H  | E |
| --- | - | - | - | - | - | - | - | - | - | - | -- | - |
| Monclova                                                                                                   | 0 | 0 | 1 | 0 | 2 | 0 | 0 | 0 | 0 | 3 | 6  | 0 |
| Monterrey                                                                                                  | 0 | 0 | 0 | 0 | 3 | 0 | 2 | 1 | X | 6 | 11 | 0 |
| G: Manny Acosta (2-0, 1.93); P: Aaron Crow (0-1, 8.44); SV: Wirfin Obispo (2).                             |   |   |   |   |   |   |   |   |   |   |    |   |
| HR: MVA - J. Félix (1), I. Salas (2); MTY - A. Murillo (3 y 4), R. Peña (3), L. Germán (1). ASIST: 19,998. |   |   |   |   |   |   |   |   |   |   |    |   |

| Equipo                                                                      | 1 | 2 | 3 | 4 | 5 | 6 | 7 | 8 | 9 | C | H  | E |
| --------------------------------------------------------------------------- | - | - | - | - | - | - | - | - | - | - | -- | - |
| Aguascalientes                                                              | 0 | 1 | 0 | 0 | 1 | 0 | 0 | 0 | 0 | 2 | 2  | 0 |
| Tijuana                                                                     | 1 | 1 | 0 | 0 | 0 | 0 | 0 | 0 | 1 | 3 | 12 | 1 |
| G: Jason Urquídez (1-0, 0.00); P: Anthony Carter (0-1, 13.50); SV: No hubo. |   |   |   |   |   |   |   |   |   |   |    |   |
| HR: No hubo. ASIST: 8,721.                                                  |   |   |   |   |   |   |   |   |   |   |    |   |

| Equipo                                                                             | 1 | 2 | 3 | 4 | 5 | 6 | 7 | 8 | 9 | C | H | E |
| ---------------------------------------------------------------------------------- | - | - | - | - | - | - | - | - | - | - | - | - |
| Aguascalientes                                                                     | 0 | 2 | 0 | 0 | 0 | 0 | 0 | 0 | 1 | 3 | 8 | 2 |
| Tijuana                                                                            | 0 | 0 | 0 | 1 | 0 | 2 | 0 | 2 | X | 5 | 3 | 0 |
| G: Jesús Pirela (1-0, 0.00); P: Linder Castro (0-1, 6.75); SV: Jason Urquídez (1). |   |   |   |   |   |   |   |   |   |   |   |   |
| HR: AGS - M. Flores (1); TIJ - C. Brown (1). ASIST: 13,021.                        |   |   |   |   |   |   |   |   |   |   |   |   |

| Equipo                                                                  | 1 | 2 | 3 | 4 | 5 | 6 | 7 | 8 | 9 | C | H  | E |
| ----------------------------------------------------------------------- | - | - | - | - | - | - | - | - | - | - | -- | - |
| Tijuana                                                                 | 0 | 0 | 1 | 0 | 1 | 0 | 2 | 0 | 0 | 4 | 10 | 1 |
| Aguascalientes                                                          | 0 | 0 | 0 | 0 | 0 | 0 | 0 | 0 | 0 | 0 | 7  | 1 |
| G: Manny Barreda (1-0, 0.00); P: Yohan Flande (0-1, 3.86); SV: No hubo. |   |   |   |   |   |   |   |   |   |   |    |   |
| HR: No hubo. ASIST: 4,352.                                              |   |   |   |   |   |   |   |   |   |   |    |   |

| Equipo                                                                                 | 1 | 2 | 3 | 4 | 5 | 6 | 7 | 8 | 9 | C | H  | E |
| -------------------------------------------------------------------------------------- | - | - | - | - | - | - | - | - | - | - | -- | - |
| Tijuana                                                                                | 0 | 0 | 0 | 3 | 0 | 0 | 3 | 0 | 0 | 6 | 12 | 0 |
| Aguascalientes                                                                         | 0 | 1 | 0 | 0 | 0 | 0 | 0 | 2 | 0 | 3 | 9  | 2 |
| G: Pedro Villarreal (1-0, 0.00); P: Carlos Chávez (0-1, 3.00); SV: Jason Urquídez (2). |   |   |   |   |   |   |   |   |   |   |    |   |
| HR: AGS - C. Presichi (1), J. Vargas (1). ASIST: 3,496.                                |   |   |   |   |   |   |   |   |   |   |    |   |

| Equipo                                                                        | 1 | 2 | 3 | 4 | 5 | 6 | 7 | 8 | 9 | C | H | E |
| ----------------------------------------------------------------------------- | - | - | - | - | - | - | - | - | - | - | - | - |
| León                                                                          | 0 | 0 | 0 | 0 | 0 | 0 | 0 | 0 | 0 | 0 | 5 | 0 |
| Yucatán                                                                       | 0 | 0 | 0 | 0 | 0 | 0 | 0 | 5 | X | 5 | 7 | 0 |
| G: Ronald Belisario (1-0, 0.00); P: Edwin Quirarte (0-1, 27.00); SV: No hubo. |   |   |   |   |   |   |   |   |   |   |   |   |
| HR: YUC - L. Heras (1). ASIST: 8,358.                                         |   |   |   |   |   |   |   |   |   |   |   |   |

| Equipo                                                                                        | 1 | 2 | 3 | 4 | 5 | 6 | 7 | 8 | 9 | C | H | E |
| --------------------------------------------------------------------------------------------- | - | - | - | - | - | - | - | - | - | - | - | - |
| León                                                                                          | 2 | 1 | 0 | 0 | 0 | 0 | 0 | 0 | 0 | 3 | 8 | 0 |
| Yucatán                                                                                       | 0 | 0 | 0 | 0 | 0 | 1 | 0 | 0 | 0 | 1 | 4 | 0 |
| G: Alejandro Soto (1-0, 1.17); P: Jonathan Castellanos (0-1, 16.20); SV: Brandon Cunniff (1). |   |   |   |   |   |   |   |   |   |   |   |   |
| HR: No hubo. ASIST: 8,958.                                                                    |   |   |   |   |   |   |   |   |   |   |   |   |

| Equipo                                                                       | 1 | 2 | 3 | 4 | 5 | 6 | 7 | 8 | 9 | C  | H  | E |
| ---------------------------------------------------------------------------- | - | - | - | - | - | - | - | - | - | -- | -- | - |
| Yucatán                                                                      | 3 | 0 | 0 | 1 | 3 | 0 | 1 | 0 | 2 | 10 | 13 | 0 |
| León                                                                         | 0 | 0 | 2 | 0 | 0 | 1 | 0 | 1 | 0 | 4  | 10 | 3 |
| G: Yoanner Negrín (1-0, 3.86); P: Dallas Martínez (0-1, 11.57); SV: No hubo. |   |   |   |   |   |   |   |   |   |    |    |   |
| HR: YUC - R. Sosa (1), S. Valle (1); LEO - I. Núñez (1). ASIST: 4,070.       |   |   |   |   |   |   |   |   |   |    |    |   |

| Equipo                                                                             | 1 | 2 | 3 | 4 | 5 | 6 | 7 | 8 | 9 | C | H  | E |
| ---------------------------------------------------------------------------------- | - | - | - | - | - | - | - | - | - | - | -- | - |
| Yucatán                                                                            | 2 | 0 | 2 | 0 | 2 | 0 | 0 | 0 | 0 | 6 | 12 | 1 |
| León                                                                               | 0 | 0 | 0 | 1 | 0 | 0 | 0 | 2 | 1 | 4 | 11 | 0 |
| G: Carlos Frías (1-0, 1.69); P: Dustin Crenshaw (0-1, 12.46); SV: Chad Gaudin (1). |   |   |   |   |   |   |   |   |   |   |    |   |
| HR: YUC - A. Charles (1). ASIST: 3,330.                                            |   |   |   |   |   |   |   |   |   |   |    |   |

| Equipo                                                                | 1 | 2 | 3 | 4 | 5 | 6 | 7 | 8 | 9 | C | H  | E |
| --------------------------------------------------------------------- | - | - | - | - | - | - | - | - | - | - | -- | - |
| Yucatán                                                               | 0 | 3 | 0 | 0 | 0 | 0 | 1 | 1 | 0 | 5 | 9  | 0 |
| León                                                                  | 0 | 0 | 0 | 1 | 0 | 0 | 0 | 0 | 0 | 1 | 11 | 1 |
| G: José Samayoa (1-0, 0.75); P: Bryan Evans (0-1, 2.57); SV: No hubo. |   |   |   |   |   |   |   |   |   |   |    |   |
| HR: YUC - S. Valle (2). ASIST: 2,860.                                 |   |   |   |   |   |   |   |   |   |   |    |   |

| Equipo                                                                            | 1 | 2 | 3 | 4 | 5 | 6 | 7 | 8 | 9 | C | H  | E |
| --------------------------------------------------------------------------------- | - | - | - | - | - | - | - | - | - | - | -- | - |
| Quintana Roo                                                                      | 2 | 1 | 0 | 0 | 0 | 2 | 0 | 0 | 1 | 6 | 11 | 2 |
| México                                                                            | 0 | 0 | 3 | 0 | 1 | 1 | 1 | 1 | X | 7 | 15 | 1 |
| G: Jesús Anguamea (1-0, 3.86); P: Daniel Duarte (0-1, 27.00); SV: Jean Machí (1). |   |   |   |   |   |   |   |   |   |   |    |   |
| HR: TIG - A. Harris (1 y 2); MEX - D. Vidal (1). ASIST: 5,945.                    |   |   |   |   |   |   |   |   |   |   |    |   |

| Equipo                                                                            | 1 | 2 | 3 | 4 | 5 | 6 | 7 | 8 | 9 | C  | H  | E |
| --------------------------------------------------------------------------------- | - | - | - | - | - | - | - | - | - | -- | -- | - |
| Quintana Roo                                                                      | 5 | 1 | 0 | 2 | 0 | 0 | 0 | 1 | 3 | 12 | 14 | 1 |
| México                                                                            | 0 | 2 | 0 | 1 | 0 | 0 | 0 | 0 | 1 | 4  | 11 | 2 |
| G: Henderson Álvarez (1-0, 4.26); P: Patrick Johnson (0-1, 16.20); SV: No hubo.   |   |   |   |   |   |   |   |   |   |    |    |   |
| HR: TIG - A. Harris (3), F. Córdoba (1 y 2); MEX - I. Terrazas (1). ASIST: 6,785. |   |   |   |   |   |   |   |   |   |    |    |   |

| Equipo                                                                         | 1 | 2 | 3 | 4 | 5 | 6 | 7 | 8 | 9 | C | H  | E |
| ------------------------------------------------------------------------------ | - | - | - | - | - | - | - | - | - | - | -- | - |
| México                                                                         | 0 | 0 | 0 | 0 | 0 | 1 | 0 | 0 | 1 | 2 | 4  | 1 |
| Quintana Roo                                                                   | 2 | 0 | 0 | 0 | 5 | 0 | 0 | 2 | X | 9 | 11 | 0 |
| G: Pablo Ortega (1-0, 2.00); P: Luis Alonso Mendoza (0-1, 13.50); SV: No hubo. |   |   |   |   |   |   |   |   |   |   |    |   |
| HR: TIG - C. Gastélum (1), F. Córdoba (3). ASIST: 8,107.                       |   |   |   |   |   |   |   |   |   |   |    |   |

| Equipo                                                                         | 1 | 2 | 3 | 4 | 5 | 6 | 7 | 8 | 9 | C | H | E |
| ------------------------------------------------------------------------------ | - | - | - | - | - | - | - | - | - | - | - | - |
| México                                                                         | 0 | 0 | 0 | 0 | 0 | 0 | 0 | 0 | 0 | 0 | 5 | 0 |
| Quintana Roo                                                                   | 0 | 0 | 1 | 0 | 1 | 0 | 0 | 0 | X | 2 | 6 | 0 |
| G: Javier Solano (1-0, 0.00); P: David Reyes (0-1, 2.25); SV: Raúl Barrón (1). |   |   |   |   |   |   |   |   |   |   |   |   |
| HR: TIG - F. Córdoba (4). ASIST: 7,096.                                        |   |   |   |   |   |   |   |   |   |   |   |   |

| Equipo                                                                       | 1 | 2 | 3 | 4 | 5 | 6 | 7 | 8 | 9 | 10 | C | H  | E |
| ---------------------------------------------------------------------------- | - | - | - | - | - | - | - | - | - | -- | - | -- | - |
| México                                                                       | 0 | 2 | 0 | 0 | 1 | 0 | 0 | 2 | 0 | 0  | 5 | 11 | 1 |
| Quintana Roo                                                                 | 5 | 0 | 0 | 0 | 0 | 0 | 0 | 0 | 0 | 1  | 6 | 13 | 1 |
| G: Raúl Barrón (1-0, 1.93); P: Nathanael Santiago (0-1, 27.00); SV: No hubo. |   |   |   |   |   |   |   |   |   |    |   |    |   |
| HR: MEX - H. Urrutia (1), D. Vidal (2), R. Valenzuela (1). ASIST: 8,137.     |   |   |   |   |   |   |   |   |   |    |   |    |   |

### Series de Campeonato (Primavera)
| Equipo                                                                           | 1 | 2 | 3 | 4 | 5 | 6 | 7 | 8 | 9 | C | H  | E |
| -------------------------------------------------------------------------------- | - | - | - | - | - | - | - | - | - | - | -- | - |
| Tijuana                                                                          | 1 | 0 | 0 | 0 | 0 | 1 | 0 | 0 | 0 | 2 | 4  | 0 |
| Monterrey                                                                        | 0 | 1 | 1 | 0 | 0 | 0 | 0 | 1 | X | 3 | 10 | 1 |
| G: Nick Struck (1-0, 0.00); P: Juan Sandoval (0-1, 9.00); SV: Wirfin Obispo (1). |   |   |   |   |   |   |   |   |   |   |    |   |
| HR: TIJ - J. Chávez (1). ASIST: 21,909.                                          |   |   |   |   |   |   |   |   |   |   |    |   |

| Equipo                                                                      | 1 | 2 | 3 | 4 | 5 | 6 | 7 | 8 | 9 | C  | H  | E |
| --------------------------------------------------------------------------- | - | - | - | - | - | - | - | - | - | -- | -- | - |
| Tijuana                                                                     | 0 | 0 | 5 | 0 | 3 | 1 | 6 | 0 | 0 | 15 | 20 | 1 |
| Monterrey                                                                   | 0 | 0 | 1 | 0 | 0 | 0 | 0 | 0 | 1 | 2  | 8  | 1 |
| G: Kyle Lobstein (1-0, 1.50); P: Felipe González (0-1, 15.75); SV: No hubo. |   |   |   |   |   |   |   |   |   |    |    |   |
| HR: TIJ - D. Martin (1), C. Hankerd (1). ASIST: 21,909.                     |   |   |   |   |   |   |   |   |   |    |    |   |

| Equipo                                                                          | 1 | 2 | 3 | 4 | 5 | 6 | 7 | 8 | 9 | C  | H | E |
| ------------------------------------------------------------------------------- | - | - | - | - | - | - | - | - | - | -- | - | - |
| Monterrey                                                                       | 0 | 0 | 0 | 5 | 0 | 0 | 0 | 0 | 0 | 5  | 7 | 3 |
| Tijuana                                                                         | 0 | 3 | 0 | 6 | 0 | 0 | 0 | 2 | X | 11 | 7 | 0 |
| G: Jeff Ibarra (1-0, 0.00); P: Marco Tovar (0-1, 18.90); SV: No hubo.           |   |   |   |   |   |   |   |   |   |    |   |   |
| HR: MTY - C. Roberson (1); TIJ - J. Apodaca (1), C. Hankerd (2). ASIST: 15,545. |   |   |   |   |   |   |   |   |   |    |   |   |

| Equipo                                                                             | 1 | 2 | 3 | 4 | 5 | 6 | 7 | 8 | 9 | 10 | 11 | C | H  | E |
| ---------------------------------------------------------------------------------- | - | - | - | - | - | - | - | - | - | -- | -- | - | -- | - |
| Monterrey                                                                          | 1 | 1 | 0 | 0 | 0 | 0 | 0 | 0 | 1 | 0  | 1  | 4 | 13 | 0 |
| Tijuana                                                                            | 0 | 0 | 0 | 0 | 0 | 2 | 0 | 0 | 1 | 0  | 0  | 3 | 11 | 2 |
| G: Manny Acosta (1-0, 5.40); P: Sergio Mitre (0-1, 9.00); SV: Felipe González (1). |   |   |   |   |   |   |   |   |   |    |    |   |    |   |
| HR: MTY - V. Mendoza (1); TIJ - C. Hankerd (3). ASIST: 15,710.                     |   |   |   |   |   |   |   |   |   |    |    |   |    |   |

| Equipo                                                                           | 1 | 2 | 3 | 4 | 5 | 6 | 7 | 8 | 9 | C | H  | E |
| -------------------------------------------------------------------------------- | - | - | - | - | - | - | - | - | - | - | -- | - |
| Monterrey                                                                        | 1 | 0 | 0 | 0 | 2 | 0 | 2 | 0 | 1 | 6 | 13 | 1 |
| Tijuana                                                                          | 0 | 2 | 0 | 0 | 2 | 1 | 0 | 0 | 0 | 5 | 11 | 2 |
| G: Nick Struck (2-0, 0.00); P: Juan Sandoval (0-2, 4.50); SV: Wirfin Obispo (2). |   |   |   |   |   |   |   |   |   |   |    |   |
| HR: No hubo. ASIST: 16,750.                                                      |   |   |   |   |   |   |   |   |   |   |    |   |

| Equipo                                                                                     | 1 | 2 | 3 | 4 | 5 | 6 | 7 | 8 | 9 | C | H  | E |
| ------------------------------------------------------------------------------------------ | - | - | - | - | - | - | - | - | - | - | -- | - |
| Tijuana                                                                                    | 0 | 0 | 1 | 0 | 1 | 0 | 2 | 1 | 0 | 5 | 10 | 1 |
| Monterrey                                                                                  | 1 | 0 | 0 | 0 | 1 | 0 | 2 | 2 | X | 6 | 13 | 1 |
| G: Nick Struck (3-0, 1.50); P: Daniel Moskos (0-1, 10.80); SV: Wirfin Obispo (3).          |   |   |   |   |   |   |   |   |   |   |    |   |
| HR: TIJ - R. López (1), C. Brown (1); MTY - C. Roberson (2), L. Germán (1). ASIST: 21,909. |   |   |   |   |   |   |   |   |   |   |    |   |

| Equipo                                                                        | 1 | 2 | 3 | 4 | 5 | 6 | 7 | 8 | 9 | C | H  | E |
| ----------------------------------------------------------------------------- | - | - | - | - | - | - | - | - | - | - | -- | - |
| Quintana Roo                                                                  | 0 | 0 | 1 | 0 | 1 | 0 | 1 | 1 | 0 | 4 | 10 | 0 |
| Yucatán                                                                       | 0 | 0 | 0 | 0 | 0 | 0 | 0 | 0 | 1 | 1 | 6  | 0 |
| G: Henderson Álvarez (1-0, 1.00); P: Yoanner Negrín (0-1, 3.00); SV: No hubo. |   |   |   |   |   |   |   |   |   |   |    |   |
| HR: YUC - L. Juárez (1). ASIST: 13,043.                                       |   |   |   |   |   |   |   |   |   |   |    |   |

| Equipo                                                                | 1 | 2 | 3 | 4 | 5 | 6 | 7 | 8 | 9 | C | H  | E |
| --------------------------------------------------------------------- | - | - | - | - | - | - | - | - | - | - | -- | - |
| Quintana Roo                                                          | 0 | 1 | 0 | 0 | 0 | 3 | 0 | 1 | 0 | 5 | 11 | 0 |
| Yucatán                                                               | 0 | 0 | 3 | 0 | 0 | 1 | 0 | 0 | 2 | 6 | 13 | 1 |
| G: Chad Gaudin (1-0, 0.00); P: Raúl Barrón (0-1, 54.00); SV: No hubo. |   |   |   |   |   |   |   |   |   |   |    |   |
| HR: TIG - C. J. Retherford (1 y 2). ASIST: 13,147.                    |   |   |   |   |   |   |   |   |   |   |    |   |

| Equipo                                                                                      | 1 | 2 | 3 | 4 | 5 | 6 | 7 | 8 | 9 | C | H  | E |
| ------------------------------------------------------------------------------------------- | - | - | - | - | - | - | - | - | - | - | -- | - |
| Yucatán                                                                                     | 0 | 0 | 1 | 0 | 0 | 0 | 0 | 0 | 0 | 1 | 5  | 0 |
| Quintana Roo                                                                                | 2 | 1 | 0 | 0 | 0 | 0 | 2 | 1 | X | 6 | 11 | 0 |
| G: Javier Solano (1-0, 1.17); P: Carlos Frías (0-1, 16.20); SV: No hubo.                    |   |   |   |   |   |   |   |   |   |   |    |   |
| HR: YUC - S. Valle (1); TIG - B. Hernández (1), R. Acosta (1), A. Harris (1). ASIST: 8,634. |   |   |   |   |   |   |   |   |   |   |    |   |

| Equipo                                                                             | 1 | 2 | 3 | 4 | 5 | 6 | 7 | 8 | 9 | C | H  | E |
| ---------------------------------------------------------------------------------- | - | - | - | - | - | - | - | - | - | - | -- | - |
| Yucatán                                                                            | 0 | 0 | 0 | 0 | 1 | 0 | 2 | 1 | 2 | 6 | 11 | 0 |
| Quintana Roo                                                                       | 0 | 1 | 0 | 0 | 0 | 0 | 0 | 1 | 0 | 2 | 6  | 0 |
| G: Yoanner Negrín (1-1, 2.08); P: Daniel Duarte (0-1, 13.50); SV: Chad Gaudin (1). |   |   |   |   |   |   |   |   |   |   |    |   |
| HR: YUC - A. Charles (1); TIG - M. Rodríguez (1). ASIST: 8,147.                    |   |   |   |   |   |   |   |   |   |   |    |   |

| Equipo                                                                            | 1 | 2 | 3 | 4 | 5 | 6 | 7 | 8 | 9 | C | H  | E |
| --------------------------------------------------------------------------------- | - | - | - | - | - | - | - | - | - | - | -- | - |
| Yucatán                                                                           | 0 | 0 | 0 | 0 | 0 | 0 | 6 | 0 | 2 | 8 | 12 | 2 |
| Quintana Roo                                                                      | 0 | 0 | 0 | 0 | 5 | 0 | 0 | 0 | 1 | 6 | 13 | 1 |
| G: Mario Meza (1-0, 0.00); P: Henderson Álvarez (1-1, 4.02); SV: Chad Gaudin (2). |   |   |   |   |   |   |   |   |   |   |    |   |
| HR: YUC - J. Valdez (1), A. Charles (2). ASIST: 5,103.                            |   |   |   |   |   |   |   |   |   |   |    |   |

| Equipo                                                                   | 1 | 2 | 3 | 4 | 5 | 6 | 7 | 8 | 9 | C | H  | E |
| ------------------------------------------------------------------------ | - | - | - | - | - | - | - | - | - | - | -- | - |
| Quintana Roo                                                             | 0 | 2 | 0 | 0 | 0 | 3 | 0 | 0 | 0 | 5 | 10 | 1 |
| Yucatán                                                                  | 0 | 1 | 0 | 1 | 0 | 0 | 0 | 0 | 0 | 2 | 11 | 0 |
| G: Javier Solano (2-0, 0.75); P: Carlos Frías (0-2, 10.38); SV: No hubo. |   |   |   |   |   |   |   |   |   |   |    |   |
| HR: TIG - A. Harris (2); YUC - J. Valdez (2). ASIST: 14,252.             |   |   |   |   |   |   |   |   |   |   |    |   |

| Equipo                                                                | 1 | 2 | 3 | 4 | 5 | 6 | 7 | 8 | 9 | 10 | 11 | C | H  | E |
| --------------------------------------------------------------------- | - | - | - | - | - | - | - | - | - | -- | -- | - | -- | - |
| Quintana Roo                                                          | 2 | 0 | 1 | 2 | 0 | 0 | 0 | 0 | 0 | 0  | 0  | 5 | 11 | 2 |
| Yucatán                                                               | 4 | 0 | 1 | 0 | 0 | 0 | 0 | 0 | 0 | 0  | 1  | 6 | 10 | 1 |
| G: Chad Gaudin (2-0, 0.00); P: Raúl Barrón (0-2, 12.60); SV: No hubo. |   |   |   |   |   |   |   |   |   |    |    |   |    |   |
| HR: TIG - F. Córdoba (1); YUC - J. Valdez (3). ASIST: 13,104.         |   |   |   |   |   |   |   |   |   |    |    |   |    |   |

### Serie del Rey (Primavera)
Los Leones de Yucatán conquistaron su cuarto título en la Liga Mexicana de Béisbol y alzaron la Copa Zaachila, al superar 4-3 a los Sultanes de Monterrey en la Serie del Rey. Los melenudos se convirtieron en el primer equipo en coronarse tras ganar sus cuatro juegos como local.
El trofeo de Jugador Más Valioso fue para el bateador designado Luis Juárez de Leones, quien tuvo una estupenda actuación en el juego decisivo dando el batazo que encaminó al triunfo, además de su buena ofensiva en todos los juegos de la serie conectando 7 hits, 3 bambinazos y 6 carreras producidas.

#### Monterreyvs.Yucatán

##### Juego 1
20 de junio de 2018; Parque Kukulcán Alamo, Mérida, Yucatán.
| Equipo                                                                          | 1 | 2 | 3 | 4 | 5 | 6 | 7 | 8 | 9 | C | H  | E |
| ------------------------------------------------------------------------------- | - | - | - | - | - | - | - | - | - | - | -- | - |
| Monterrey                                                                       | 0 | 1 | 0 | 0 | 0 | 0 | 0 | 0 | 0 | 1 | 5  | 0 |
| Yucatán                                                                         | 0 | 1 | 2 | 0 | 1 | 0 | 1 | 1 | X | 6 | 12 | 1 |
| G: Jonathan Castellanos (1-0, 0.00); P: José de Paula (0-1, 5.40); SV: No hubo. |   |   |   |   |   |   |   |   |   |   |    |   |
| HR: YUC - A. Charles (1), L. Juárez (1 y 2), W. Ibarra (1). ASIST: 12,835.      |   |   |   |   |   |   |   |   |   |   |    |   |

- Yucatán lidera la serie 1-0.[100]

##### Juego 2
21 de junio de 2018; Parque Kukulcán Alamo, Mérida, Yucatán.
| Equipo                                                                        | 1 | 2 | 3 | 4 | 5 | 6 | 7 | 8 | 9 | C | H | E |
| ----------------------------------------------------------------------------- | - | - | - | - | - | - | - | - | - | - | - | - |
| Monterrey                                                                     | 0 | 0 | 0 | 0 | 0 | 0 | 0 | 0 | 0 | 0 | 8 | 1 |
| Yucatán                                                                       | 1 | 0 | 0 | 0 | 0 | 2 | 0 | 0 | X | 3 | 7 | 0 |
| G: José Samayoa (1-0, 0.00); P: Jorge Reyes (0-1, 5.06); SV: Chad Gaudin (1). |   |   |   |   |   |   |   |   |   |   |   |   |
| HR: YUC - S. Valle (1). ASIST: 13,389.                                        |   |   |   |   |   |   |   |   |   |   |   |   |

- Yucatán lidera la serie 2-0.[102]

##### Juego 3
23 de junio de 2018; Estadio de Béisbol Monterrey, Monterrey, Nuevo León.
| Equipo                                                                    | 1 | 2 | 3 | 4 | 5 | 6 | 7 | 8 | 9 | C | H  | E |
| ------------------------------------------------------------------------- | - | - | - | - | - | - | - | - | - | - | -- | - |
| Yucatán                                                                   | 0 | 0 | 0 | 0 | 1 | 0 | 0 | 1 | 0 | 2 | 5  | 3 |
| Monterrey                                                                 | 2 | 0 | 0 | 0 | 0 | 0 | 0 | 7 | X | 9 | 10 | 1 |
| G: Wirfin Obispo (1-0, 0.00); P: Yoanner Negrín (0-1, 1.29); SV: No hubo. |   |   |   |   |   |   |   |   |   |   |    |   |
| HR: YUC - J. Aguilar (1). ASIST: 18,563.                                  |   |   |   |   |   |   |   |   |   |   |    |   |

- Yucatán lidera la serie 2-1.[104]

##### Juego 4
24 de junio de 2018; Estadio de Béisbol Monterrey, Monterrey, Nuevo León.
| Equipo                                                                             | 1 | 2 | 3 | 4 | 5 | 6 | 7 | 8 | 9 | C | H  | E |
| ---------------------------------------------------------------------------------- | - | - | - | - | - | - | - | - | - | - | -- | - |
| Yucatán                                                                            | 1 | 0 | 0 | 1 | 0 | 0 | 1 | 0 | 0 | 3 | 11 | 0 |
| Monterrey                                                                          | 0 | 0 | 1 | 2 | 0 | 1 | 0 | 0 | X | 4 | 10 | 0 |
| G: Felipe González (1-0, 0.00); P: Mario Meza (0-1, 13.50); SV: Wirfin Obispo (1). |   |   |   |   |   |   |   |   |   |   |    |   |
| HR: MTY - Y. Drake (1). ASIST: 19,832.                                             |   |   |   |   |   |   |   |   |   |   |    |   |

- Serie empatada a 2.[106]

##### Juego 5
25 de junio de 2018; Estadio de Béisbol Monterrey, Monterrey, Nuevo León.
| Equipo                                                                                    | 1 | 2 | 3 | 4 | 5 | 6 | 7 | 8 | 9 | C | H | E |
| ----------------------------------------------------------------------------------------- | - | - | - | - | - | - | - | - | - | - | - | - |
| Yucatán                                                                                   | 0 | 1 | 0 | 0 | 0 | 0 | 0 | 0 | 0 | 1 | 6 | 0 |
| Monterrey                                                                                 | 0 | 1 | 2 | 0 | 0 | 0 | 0 | 0 | X | 3 | 7 | 1 |
| G: José de Paula (1-1, 2.31); P: Jonathan Castellanos (1-1, 2.61); SV: Wirfin Obispo (2). |   |   |   |   |   |   |   |   |   |   |   |   |
| HR: MTY - Y. Drake (2). ASIST: 21,909.                                                    |   |   |   |   |   |   |   |   |   |   |   |   |

- Monterrey lidera la serie 3-2.[108]

##### Juego 6
27 de junio de 2018; Parque Kukulcán Alamo, Mérida, Yucatán.
| Equipo                                                                        | 1 | 2 | 3 | 4 | 5 | 6 | 7 | 8 | 9 | C | H | E |
| ----------------------------------------------------------------------------- | - | - | - | - | - | - | - | - | - | - | - | - |
| Monterrey                                                                     | 0 | 0 | 2 | 0 | 0 | 0 | 0 | 0 | 0 | 2 | 5 | 1 |
| Yucatán                                                                       | 0 | 1 | 1 | 0 | 2 | 0 | 0 | 0 | X | 4 | 7 | 0 |
| G: Carlos Frías (1-0, 0.87); P: Jorge Reyes (0-2, 5.59); SV: Chad Gaudin (2). |   |   |   |   |   |   |   |   |   |   |   |   |
| HR: No hubo. ASIST: 13,773.                                                   |   |   |   |   |   |   |   |   |   |   |   |   |

- Serie empatada a 3.[110]

##### Juego 7
28 de junio de 2018; Parque Kukulcán Alamo, Mérida, Yucatán.
| Equipo                                                                          | 1 | 2 | 3 | 4 | 5 | 6 | 7 | 8 | 9 | C | H | E |
| ------------------------------------------------------------------------------- | - | - | - | - | - | - | - | - | - | - | - | - |
| Monterrey                                                                       | 0 | 1 | 1 | 0 | 0 | 0 | 0 | 0 | 1 | 3 | 8 | 0 |
| Yucatán                                                                         | 1 | 0 | 2 | 1 | 0 | 0 | 0 | 0 | X | 4 | 9 | 2 |
| G: Yoanner Negrín (1-1, 2.19); P: Marco Tovar (0-1, 4.66); SV: Chad Gaudin (3). |   |   |   |   |   |   |   |   |   |   |   |   |
| HR: YUC - L. Juárez (3), S. Valle (2). ASIST: 14,372.                           |   |   |   |   |   |   |   |   |   |   |   |   |

- Yucatán gana la serie 4-3.[112]

## Juego de Estrellas
El Juego de Estrellas de la LMB se realizó el viernes 29 de junio en el Parque Kukulcán Alamo de Mérida, Yucatán, casa de los Leones de Yucatán. En dicho encuentro la Zona Sur se impuso a la Zona Norte por 10-2. Iván Terrazas de los Diablos Rojos del México fue elegido el jugador más valioso del encuentro. Previo al partido, por la tarde en el Parque Kukulcán Alamo, se premió a lo mejor del 2017.

### Rosters
A continuación se muestran los rosters completos.

#### Zona Norte
Receptores: José Félix (MVA) e Isidro Piña (DUR).
Jugadores de cuadro: Jesús Castillo (MVA), Isaac Rodríguez (TIJ), Saúl Soto (AGS), Dustin Geiger (DUR), Agustín Murillo (MTY), Ramiro Peña (MTY), Jorge Cantú (TIJ) y Alex Valdez (SAL).
Jardineros: Chris Roberson (MTY), Enrique Osorio (LAR), Maxwell León (TIJ) y Yadir Drake (MTY).
Lanzadores: Josh Lowey (MVA), Josh Lueke (MVA), Román Peña Zonta (LAG), Tiago da Silva (DUR), Anthony Carter (AGS), Jorge Ibarra (SAL), Rafael Martín (SAL), Marco Tovar (MTY), Jorge Reyes (MTY), Wirfin Obispo (MTY), Néstor Molina (LAR), Carlos Hernández (TIJ), Linder Castro (AGS) y Maikel Cleto (LAG).
Mánager: Roberto Kelly (MTY).

#### Zona Sur
Receptores: Sebastián Valle (YUC) y Hans Wilson (TAB).
Jugadores de cuadro: Alexei Ramírez (MEX), Brian Hernández (TIG), Carlos Alberto Gastélum (TIG), Emmanuel Ávila (MEX), Yuniesky Betancourt (OAX) y Alberto Carreón (PUE).
Jardineros: Iván Terrazas (MEX), Jesús Valdez (YUC), Carlos Figueroa (MEX), Junior Lake (LEO), Leo Heras (YUC) y Luis Juárez (YUC).
Lanzadores: Barry Enright (TIG), Henderson Álvarez (TIG), Pablo Ortega (TIG), Dustin Crenshaw (LEO), Octavio Acosta (MEX), Yoanner Negrín (YUC), José Samayoa (YUC), Chad Gaudin (YUC), Juan Pablo Oramas (TAB), Adrián Garza (TAB), Francisco Campos (CAM), Pedro Rodríguez (CAM), Dallas Martínez (LEO) y Arcenio León (OAX).
Mánager: Roberto Vizcarra (YUC).

### Tirilla
| Equipo     | 1 | 2 | 3 | 4 | 5 | 6 | 7 | 8 | 9 | C  | H  | E |
| ---------- | - | - | - | - | - | - | - | - | - | -- | -- | - |
| Zona Norte | 0 | 0 | 0 | 0 | 0 | 0 | 0 | 2 | 0 | 2  | 6  | 1 |
| Zona Sur   | 0 | 4 | 0 | 0 | 6 | 0 | 0 | 0 | X | 10 | 14 | 0 |

LG: Dustin Crenshaw (1-0, 0.00);  LP: Carlos Hernández (0-1, 36.00);  SV: No hubo.  
HRs:  NTE – No hubo;  SUR – No hubo.
Ampáyers: HP: Vicente Madero. 1B: Luz Gordoa. 2B: Roberto La Madrid. 3B: Rigoberto Lim. LF: Eliseo Favela. RF: Manuel Carrillo.
Duración: 2h 49m.  Asistencia: 12,963.

### Home Run Derby
El Home Run Derby se realizó el sábado 30 de junio, al cual acudieron los líderes de cuadrangulares del circuito. Luis Juárez de los Leones de Yucatán conectó diez cuadrangulares en la ronda final para superar a Ricky Álvarez de los Sultanes de Monterrey, quien conectó uno en la última ronda.

#### Jugadores participantes
| Nombre         | Equipo                     | HR |
| -------------- | -------------------------- | -- |
| Félix Pérez    | Rieleros de Aguascalientes | 15 |
| Ricky Álvarez  | Sultanes de Monterrey      | 13 |
| Jesús Castillo | Acereros del Norte         | 13 |

| Nombre              | Equipo                   | HR |
| ------------------- | ------------------------ | -- |
| Luis Juárez         | Leones de Yucatán        | 13 |
| David Vidal         | Diablos Rojos del México | 12 |
| Yuniesky Betancourt | Guerreros de Oaxaca      | 11 |

NOTA: Home runs al término del rol regular del Campeonato de Primavera.

#### Tabla de posiciones
| Jugador             | Equipo         | 1ª Ronda | 2ª Ronda | Final | Total |
| ------------------- | -------------- | -------- | -------- | ----- | ----- |
| Luis Juárez         | Yucatán        | 8        | 0        | 10    | 18    |
| Ricky Álvarez       | Monterrey      | 9        | 4        | 1     | 14    |
| Félix Pérez         | Aguascalientes | 6        | 1        | -     | 7     |
| David Vidal         | México         | 2        | 2        | -     | 4     |
| Jesús Castillo      | Monclova       | 0        | -        | -     | 0     |
| Yuniesky Betancourt | Oaxaca         | 0        | -        | -     | 0     |

### Doble Play Derby
Como parte de las festividades del Juego de Estrellas se estrenó el Doble Play Derby. En el previo de las actividades del sábado, se realizó el Doble Play Derby, en donde Leones de Yucatán se impuso con su llave de dobles matanzas conformada por Diego Madero, en segunda base, y el nicaragüense Everth Cabrera, en las paradas cortas.

#### Llaves de dobles matanzas participantes
| Equipo                 | Segunda base            | Parador en corto |
| ---------------------- | ----------------------- | ---------------- |
| Generales de Durango   | Moisés Gutiérrez        | Javier Salazar   |
| Sultanes de Monterrey  | Ramón Ríos              | Ramiro Peña      |
| Toros de Tijuana       | Maxwell León            | Isaac Rodríguez  |
| Tigres de Quintana Roo | Carlos Alberto Gastélum | Rolando Acosta   |
| Leones de Yucatán      | Diego Madero            | Everth Cabrera   |

## Posiciones (Otoño)
- Actualizadas las posiciones al 6 de septiembre de 2018. [27]

| Zona Norte     | Zona Norte | Zona Norte | Zona Norte | Zona Norte |
| Equipo         | JG         | JP         | PCT        | JV         |
| -------------- | ---------- | ---------- | ---------- | ---------- |
| Monclova       | 42         | 14         | .750       | -          |
| Tijuana        | 35         | 21         | .625       | 7.0        |
| Monterrey      | 34         | 23         | .596       | 8.5        |
| Dos Laredos    | 33         | 24         | .579       | 9.5        |
| Aguascalientes | 25         | 30         | .455       | 16.5       |
| Saltillo       | 24         | 31         | .436       | 17.5       |
| Durango        | 22         | 32         | .407       | 19.0       |
| Unión Laguna   | 18         | 39         | .316       | 24.5       |

| Zona Sur     | Zona Sur | Zona Sur | Zona Sur | Zona Sur |
| Equipo       | JG       | JP       | PCT      | JV       |
| ------------ | -------- | -------- | -------- | -------- |
| Yucatán      | 32       | 24       | .571     | -        |
| México       | 31       | 24       | .564     | 0.5      |
| Puebla       | 29       | 27       | .518     | 3.0      |
| León         | 26       | 28       | .481     | 5.0      |
| Oaxaca       | 26       | 30       | .464     | 6.0      |
| Campeche     | 25       | 32       | .439     | 7.5      |
| Quintana Roo | 24       | 32       | .429     | 8.0      |
| Tabasco      | 20       | 35       | .364     | 11.5     |

| Clasificado a los playoffs |

| Clasificado como comodín |

## Playoffs (Otoño)
|  | Juego de comodines | Juego de comodines | Juego de comodines |          |   | Primer Playoff        | Primer Playoff        | Primer Playoff        |   |  | Series de Campeonato  | Series de Campeonato  | Series de Campeonato  |   |  | Serie del Rey    | Serie del Rey    | Serie del Rey    |  |
|  | 8 de septiembre    | 8 de septiembre    | 8 de septiembre    |          |   | 10 - 19 de septiembre | 10 - 19 de septiembre | 10 - 19 de septiembre |   |  | 20 - 29 de septiembre | 20 - 29 de septiembre | 20 - 29 de septiembre |   |  | 2 - 9 de octubre | 2 - 9 de octubre | 2 - 9 de octubre |  |
|  |                    |                    |                    |          |   |                       |                       |                       |   |  |                       |                       |                       |   |  |                  |                  |                  |  |
|  |                    |                    |                    |          |   |                       |                       |                       |   |  |                       |                       |                       |   |  |                  |                  |                  |  |
|  |                    |                    |                    |          |   |                       |                       |                       |   |  |                       |                       |                       |   |  |                  |                  |                  |  |
|  |                    |                    |                    |          |   |                       |                       |                       |   |  |                       |                       |                       |   |  |                  |                  |                  |  |
|  |                    |                    |                    |          |   |                       |                       |                       |   |  |                       |                       |                       |   |  |                  |                  |                  |  |
|  |                    | 3                  | Monterrey          | 4        |   |                       |                       |                       |   |  |                       |                       |                       |   |  |                  |                  |                  |  |
|  |                    |                    |                    | 4        |   |                       |                       |                       |   |  |                       |                       |                       |   |  |                  |                  |                  |  |
|  |                    |                    | 2                  | Tijuana  | 3 |                       |                       |                       |   |  |                       |                       |                       |   |  |                  |                  |                  |  |
|  |                    |                    | 2                  | Tijuana  | 3 |                       |                       |                       |   |  |                       |                       |                       |   |  |                  |                  |                  |  |
|  |                    |                    |                    |          |   |                       |                       |                       |   |  |                       |                       |                       |   |  |                  |                  |                  |  |
|  |                    |                    |                    |          |   |                       |                       |                       |   |  |                       |                       |                       |   |  |                  |                  |                  |  |
|  |                    |                    |                    |          |   |                       | 3                     | Monterrey             | 4 |  |                       |                       |                       |   |  |                  |                  |                  |  |
|  | Zona Norte         |                    |                    |          |   |                       | 3                     | Monterrey             | 4 |  |                       |                       |                       |   |  |                  |                  |                  |  |
|  |                    |                    | 1                  | Monclova | 1 |                       |                       |                       |   |  |                       |                       |                       |   |  |                  |                  |                  |  |
|  |                    |                    | 1                  | Monclova | 1 |                       |                       |                       |   |  |                       |                       |                       |   |  |                  |                  |                  |  |
|  |                    |                    |                    |          |   |                       |                       |                       |   |  |                       |                       |                       |   |  |                  |                  |                  |  |
|  |                    |                    |                    |          |   |                       |                       |                       |   |  |                       |                       |                       |   |  |                  |                  |                  |  |
|  |                    | 4                  | Dos Laredos        | 1        |   |                       |                       |                       |   |  |                       |                       |                       |   |  |                  |                  |                  |  |
|  |                    |                    |                    | 1        |   |                       |                       |                       |   |  |                       |                       |                       |   |  |                  |                  |                  |  |
|  |                    |                    | 1                  | Monclova | 4 |                       |                       |                       |   |  |                       |                       |                       |   |  |                  |                  |                  |  |
|  |                    |                    | 1                  | Monclova | 4 |                       |                       |                       |   |  |                       |                       |                       |   |  |                  |                  |                  |  |
|  |                    |                    |                    |          |   |                       |                       |                       |   |  |                       |                       |                       |   |  |                  |                  |                  |  |
|  |                    |                    |                    |          |   |                       |                       |                       |   |  |                       |                       |                       |   |  |                  |                  |                  |  |
|  |                    |                    |                    |          |   |                       |                       |                       |   |  |                       | 3                     | Monterrey             | 4 |  |                  |                  |                  |  |
|  |                    |                    |                    |          |   |                       |                       |                       |   |  |                       |                       |                       | 4 |  |                  |                  |                  |  |
|  |                    |                    | 5                  | Oaxaca   | 2 |                       |                       |                       |   |  |                       |                       |                       |   |  |                  |                  |                  |  |
|  | 5                  | Oaxaca             | 5                  | Oaxaca   | 2 | 1                     |                       |                       |   |  |                       |                       |                       |   |  |                  |                  |                  |  |
|  | 5                  | Oaxaca             |                    |          |   |                       |                       |                       |   |  |                       |                       |                       |   |  |                  |                  |                  |  |
|  | 4                  | León               | 0                  |          |   |                       |                       |                       |   |  |                       |                       |                       |   |  |                  |                  |                  |  |
|  | 4                  | León               | 0                  |          | 5 | Oaxaca                | 4                     |                       |   |  |                       |                       |                       |   |  |                  |                  |                  |  |
|  |                    |                    |                    |          | 5 | Oaxaca                | 4                     |                       |   |  |                       |                       |                       |   |  |                  |                  |                  |  |
|  |                    |                    | 1                  | Yucatán  | 3 |                       |                       |                       |   |  |                       |                       |                       |   |  |                  |                  |                  |  |
|  |                    |                    | 1                  | Yucatán  | 3 |                       |                       |                       |   |  |                       |                       |                       |   |  |                  |                  |                  |  |
|  |                    |                    |                    |          |   |                       |                       |                       |   |  |                       |                       |                       |   |  |                  |                  |                  |  |
|  |                    |                    |                    |          |   |                       |                       |                       |   |  |                       |                       |                       |   |  |                  |                  |                  |  |
|  |                    |                    |                    |          |   |                       | 5                     | Oaxaca                | 4 |  |                       |                       |                       |   |  |                  |                  |                  |  |
|  | Zona Sur           |                    |                    |          |   |                       | 5                     | Oaxaca                | 4 |  |                       |                       |                       |   |  |                  |                  |                  |  |
|  |                    |                    | 2                  | México   | 2 |                       |                       |                       |   |  |                       |                       |                       |   |  |                  |                  |                  |  |
|  |                    |                    | 2                  | México   | 2 |                       |                       |                       |   |  |                       |                       |                       |   |  |                  |                  |                  |  |
|  |                    |                    |                    |          |   |                       |                       |                       |   |  |                       |                       |                       |   |  |                  |                  |                  |  |
|  |                    |                    |                    |          |   |                       |                       |                       |   |  |                       |                       |                       |   |  |                  |                  |                  |  |
|  |                    | 3                  | Puebla             | 1        |   |                       |                       |                       |   |  |                       |                       |                       |   |  |                  |                  |                  |  |
|  |                    |                    |                    | 1        |   |                       |                       |                       |   |  |                       |                       |                       |   |  |                  |                  |                  |  |
|  |                    |                    | 2                  | México   | 4 |                       |                       |                       |   |  |                       |                       |                       |   |  |                  |                  |                  |  |
|  |                    |                    | 2                  | México   | 4 |                       |                       |                       |   |  |                       |                       |                       |   |  |                  |                  |                  |  |
|  |                    |                    |                    |          |   |                       |                       |                       |   |  |                       |                       |                       |   |  |                  |                  |                  |  |
|  |                    |                    |                    |          |   |                       |                       |                       |   |  |                       |                       |                       |   |  |                  |                  |                  |  |
|  |                    |                    |                    |          |   |                       |                       |                       |   |  |                       |                       |                       |   |  |                  |                  |                  |  |
|  |                    |                    |                    |          |   |                       |                       |                       |   |  |                       |                       |                       |   |  |                  |                  |                  |  |

|                                                                          |
| Campeón de la Liga Mexicana de Béisbol Sultanes de Monterrey 10.º título |

### Juego de comodines (Otoño)

#### Zona Sur

##### Oaxacavs.León

###### Juego Zona Sur
8 de septiembre de 2018; Estadio Domingo Santana, León, Guanajuato.
| Equipo                                                                           | 1 | 2 | 3 | 4 | 5 | 6 | 7 | 8 | 9 | C | H  | E |
| -------------------------------------------------------------------------------- | - | - | - | - | - | - | - | - | - | - | -- | - |
| Oaxaca                                                                           | 0 | 0 | 0 | 3 | 0 | 0 | 1 | 0 | 3 | 7 | 11 | 3 |
| León                                                                             | 0 | 2 | 0 | 0 | 0 | 2 | 0 | 0 | 2 | 6 | 7  | 0 |
| G: Scott Shuman (1-0, 13.50); P: Joe Colón (0-1, 27.00); SV: Erick Casillas (1). |   |   |   |   |   |   |   |   |   |   |    |   |
| HR: OAX - H. Urrutia (1), J. Ornelas (1); LEO - F. Pie (1). ASIST: 3,489.        |   |   |   |   |   |   |   |   |   |   |    |   |

- Oaxaca gana el juego de eliminación.[127]

### Primer Playoff (Otoño)
| Equipo                                                                           | 1 | 2 | 3 | 4 | 5 | 6 | 7 | 8 | 9 | 10 | C  | H  | E |
| -------------------------------------------------------------------------------- | - | - | - | - | - | - | - | - | - | -- | -- | -- | - |
| Dos Laredos                                                                      | 0 | 1 | 0 | 0 | 0 | 0 | 8 | 0 | 1 | 0  | 10 | 14 | 1 |
| Monclova                                                                         | 0 | 0 | 0 | 1 | 2 | 0 | 4 | 3 | 0 | 1  | 11 | 19 | 2 |
| G: Mario Morales (1-0, 0.00); P: Tyson Pérez (0-1, 3.86); SV: No hubo.           |   |   |   |   |   |   |   |   |   |    |    |    |   |
| HR: LAR - J. Rodríguez (1); MVA - D. Espinosa (1), F. Peguero (1). ASIST: 6,358. |   |   |   |   |   |   |   |   |   |    |    |    |   |

| Equipo                                                                             | 1 | 2 | 3 | 4 | 5 | 6 | 7 | 8 | 9 | C | H | E |
| ---------------------------------------------------------------------------------- | - | - | - | - | - | - | - | - | - | - | - | - |
| Dos Laredos                                                                        | 2 | 0 | 0 | 0 | 0 | 0 | 0 | 0 | 2 | 4 | 8 | 1 |
| Monclova                                                                           | 1 | 0 | 0 | 0 | 5 | 0 | 1 | 0 | X | 7 | 9 | 1 |
| G: André Rienzo (1-0, 2.57); P: Alexis Candelario (0-1, 9.64); SV: Josh Lueke (1). |   |   |   |   |   |   |   |   |   |   |   |   |
| HR: MVA - D. Espinosa (2), J. Castillo (1). ASIST: 8,170.                          |   |   |   |   |   |   |   |   |   |   |   |   |

| Equipo                                                                   | 1 | 2 | 3 | 4 | 5 | 6 | 7 | 8 | 9 | C | H  | E |
| ------------------------------------------------------------------------ | - | - | - | - | - | - | - | - | - | - | -- | - |
| Monclova                                                                 | 0 | 0 | 0 | 0 | 0 | 0 | 0 | 0 | 2 | 2 | 6  | 2 |
| Dos Laredos                                                              | 3 | 0 | 1 | 0 | 0 | 0 | 1 | 2 | X | 7 | 13 | 0 |
| G: José Oyervídez (1-0, 0.00); P: Wilmer Ríos (0-1, 13.50); SV: No hubo. |   |   |   |   |   |   |   |   |   |   |    |   |
| HR: LAR - J. Rodríguez (2). ASIST: 4,678.                                |   |   |   |   |   |   |   |   |   |   |    |   |

| Equipo                                                                                      | 1 | 2 | 3 | 4 | 5 | 6 | 7 | 8 | 9 | C | H  | E |
| ------------------------------------------------------------------------------------------- | - | - | - | - | - | - | - | - | - | - | -- | - |
| Monclova                                                                                    | 0 | 0 | 2 | 0 | 3 | 1 | 2 | 0 | 0 | 8 | 10 | 1 |
| Dos Laredos                                                                                 | 0 | 0 | 4 | 0 | 0 | 0 | 0 | 0 | 0 | 4 | 9  | 2 |
| G: Zack Segovia (1-0, 3.60); P: Alex Sanabia (0-1, 9.00); SV: No hubo.                      |   |   |   |   |   |   |   |   |   |   |    |   |
| HR: MVA - J. Castillo (2), C. Gotta (1), D. Espinosa (3); LAR - D. Brown (1). ASIST: 3,136. |   |   |   |   |   |   |   |   |   |   |    |   |

| Equipo                                                                       | 1 | 2 | 3 | 4 | 5 | 6 | 7 | 8 | 9 | C | H | E |
| ---------------------------------------------------------------------------- | - | - | - | - | - | - | - | - | - | - | - | - |
| Monclova                                                                     | 0 | 0 | 0 | 0 | 0 | 0 | 3 | 0 | 0 | 3 | 4 | 0 |
| Dos Laredos                                                                  | 0 | 0 | 0 | 0 | 0 | 0 | 0 | 1 | 0 | 1 | 5 | 0 |
| G: Josh Lowey (1-0, 1.32); P: Terance Marín (0-1, 3.60); SV: Josh Lueke (2). |   |   |   |   |   |   |   |   |   |   |   |   |
| HR: MVA - J. Pérez (1). ASIST: 3,202.                                        |   |   |   |   |   |   |   |   |   |   |   |   |

| Equipo | 1 | 2 | 3 | 4 | 5 | 6 | 7 | 8 | 9 | C | H  | E |
| --- | - | - | - | - | - | - | - | - | - | - | -- | - |
| Monterrey                                                                                                 | 1 | 3 | 1 | 0 | 1 | 0 | 1 | 0 | 0 | 7 | 12 | 0 |
| Tijuana                                                                                                   | 2 | 1 | 0 | 1 | 0 | 0 | 0 | 0 | 0 | 4 | 9  | 1 |
| G: Rafael Ordaz (1-0, 0.00); P: Carlos Hernández (0-1, 18.00); SV: Wirfin Obispo (1).                     |   |   |   |   |   |   |   |   |   |   |    |   |
| HR: MTY - R. Peña (1), C. Roberson (1), A. Murillo (1), J. Amador (1); TIJ - F. Cepeda (1). ASIST: 6,078. |   |   |   |   |   |   |   |   |   |   |    |   |

| Equipo                                                                          | 1 | 2 | 3 | 4 | 5 | 6 | 7 | 8 | 9 | C | H  | E |
| ------------------------------------------------------------------------------- | - | - | - | - | - | - | - | - | - | - | -- | - |
| Monterrey                                                                       | 0 | 0 | 1 | 2 | 0 | 0 | 0 | 0 | 0 | 3 | 9  | 0 |
| Tijuana                                                                         | 0 | 0 | 0 | 0 | 2 | 3 | 0 | 1 | X | 6 | 13 | 1 |
| G: Jeff Ibarra (1-0, 0.00); P: Marco Tovar (0-1, 54.00); SV: Daniel Moskos (1). |   |   |   |   |   |   |   |   |   |   |    |   |
| HR: TIJ - F. Pérez (1). ASIST: 7,804.                                           |   |   |   |   |   |   |   |   |   |   |    |   |

| Equipo                                                                      | 1 | 2 | 3 | 4 | 5 | 6 | 7 | 8 | 9 | C | H  | E |
| --------------------------------------------------------------------------- | - | - | - | - | - | - | - | - | - | - | -- | - |
| Tijuana                                                                     | 1 | 0 | 0 | 1 | 2 | 0 | 2 | 0 | 0 | 6 | 11 | 0 |
| Monterrey                                                                   | 1 | 0 | 1 | 0 | 0 | 0 | 0 | 0 | 1 | 3 | 10 | 1 |
| G: Cesilio Pimentel (1-0, 4.50); P: José de Paula (0-1, 5.79); SV: No hubo. |   |   |   |   |   |   |   |   |   |   |    |   |
| HR: TIJ - F. Cepeda (2), J. Cantú (1); MTY - J. Amador (2). ASIST: 10,327.  |   |   |   |   |   |   |   |   |   |   |    |   |

| Equipo                                                                   | 1 | 2 | 3 | 4 | 5 | 6 | 7 | 8 | 9 | C | H | E |
| ------------------------------------------------------------------------ | - | - | - | - | - | - | - | - | - | - | - | - |
| Tijuana                                                                  | 0 | 0 | 0 | 0 | 0 | 0 | 2 | 1 | 0 | 3 | 6 | 0 |
| Monterrey                                                                | 0 | 1 | 0 | 0 | 1 | 0 | 0 | 0 | 2 | 4 | 9 | 0 |
| G: Wirfin Obispo (1-0, 0.00); P: Daniel Moskos (0-1, 7.36); SV: No hubo. |   |   |   |   |   |   |   |   |   |   |   |   |
| HR: TIJ - F. Cepeda (3); MTY - A. Murillo (2). ASIST: 13,423.            |   |   |   |   |   |   |   |   |   |   |   |   |

| Equipo                                                                      | 1 | 2 | 3 | 4 | 5 | 6 | 7 | 8 | 9 | C  | H  | E |
| --------------------------------------------------------------------------- | - | - | - | - | - | - | - | - | - | -- | -- | - |
| Tijuana                                                                     | 0 | 0 | 0 | 1 | 1 | 0 | 1 | 1 | 0 | 4  | 8  | 1 |
| Monterrey                                                                   | 2 | 0 | 0 | 0 | 0 | 0 | 8 | 0 | X | 10 | 10 | 0 |
| G: Nick Struck (1-0, 6.75); P: Daniel Moskos (0-2, 12.27); SV: No hubo.     |   |   |   |   |   |   |   |   |   |    |    |   |
| HR: TIJ - A. Zazueta (1), J. Lake (1); MTY - C. Roberson (2). ASIST: 5,782. |   |   |   |   |   |   |   |   |   |    |    |   |

| Equipo                                                                   | 1 | 2 | 3 | 4 | 5 | 6 | 7 | 8 | 9 | C | H | E |
| ------------------------------------------------------------------------ | - | - | - | - | - | - | - | - | - | - | - | - |
| Monterrey                                                                | 0 | 0 | 0 | 0 | 0 | 1 | 0 | 0 | 0 | 1 | 5 | 0 |
| Tijuana                                                                  | 1 | 0 | 0 | 2 | 0 | 1 | 0 | 2 | X | 6 | 8 | 0 |
| G: Leuris Gómez (1-0, 3.00); P: Édgar González (0-1, 5.23); SV: No hubo. |   |   |   |   |   |   |   |   |   |   |   |   |
| HR: MTY - R. Peña (2); TIJ - F. Pérez (2), F. Cepeda (4). ASIST: 8,876.  |   |   |   |   |   |   |   |   |   |   |   |   |

| Equipo                                                                             | 1 | 2 | 3 | 4 | 5 | 6 | 7 | 8 | 9 | C | H | E |
| ---------------------------------------------------------------------------------- | - | - | - | - | - | - | - | - | - | - | - | - |
| Monterrey                                                                          | 0 | 2 | 0 | 0 | 0 | 0 | 1 | 0 | 1 | 4 | 6 | 1 |
| Tijuana                                                                            | 0 | 0 | 0 | 1 | 0 | 0 | 0 | 0 | 2 | 3 | 8 | 0 |
| G: Nick Struck (2-0, 4.50); P: Horacio Ramírez (0-1, 4.32); SV: Wirfin Obispo (2). |   |   |   |   |   |   |   |   |   |   |   |   |
| HR: MTY - A. Solís (1), C. Roberson (3); TIJ - J. Cantú (2 y 3). ASIST: 14,704.    |   |   |   |   |   |   |   |   |   |   |   |   |

| Equipo                                                                           | 1 | 2 | 3 | 4 | 5 | 6 | 7 | 8 | 9 | C | H | E |
| -------------------------------------------------------------------------------- | - | - | - | - | - | - | - | - | - | - | - | - |
| Oaxaca                                                                           | 0 | 0 | 0 | 0 | 0 | 0 | 0 | 4 | 0 | 4 | 8 | 0 |
| Yucatán                                                                          | 0 | 0 | 0 | 0 | 0 | 0 | 1 | 0 | 0 | 1 | 5 | 2 |
| G: Alex Delgado (1-0, 1.29); P: Arcenio León (0-1, 54.00); SV: Carlos Félix (1). |   |   |   |   |   |   |   |   |   |   |   |   |
| HR: No hubo. ASIST: 6,832.                                                       |   |   |   |   |   |   |   |   |   |   |   |   |

| Equipo                                                                             | 1 | 2 | 3 | 4 | 5 | 6 | 7 | 8 | 9 | C | H  | E |
| ---------------------------------------------------------------------------------- | - | - | - | - | - | - | - | - | - | - | -- | - |
| Oaxaca                                                                             | 0 | 0 | 0 | 1 | 1 | 0 | 0 | 2 | 2 | 6 | 11 | 2 |
| Yucatán                                                                            | 0 | 0 | 0 | 0 | 0 | 0 | 2 | 1 | 0 | 3 | 7  | 2 |
| G: Samuel Zazueta (1-0, 27.00); P: Maikel Cleto (0-1, 9.00); SV: Carlos Félix (2). |   |   |   |   |   |   |   |   |   |   |    |   |
| HR: OAX - D. Geiger (1); YUC - W. Ibarra (1), E. Aguilera (1). ASIST: 7,292.       |   |   |   |   |   |   |   |   |   |   |    |   |

| Equipo                                                                         | 1 | 2 | 3 | 4 | 5 | 6 | 7 | 8 | 9 | C | H | E |
| ------------------------------------------------------------------------------ | - | - | - | - | - | - | - | - | - | - | - | - |
| Yucatán                                                                        | 0 | 0 | 1 | 0 | 1 | 0 | 0 | 1 | 0 | 3 | 9 | 1 |
| Oaxaca                                                                         | 0 | 0 | 0 | 0 | 0 | 1 | 0 | 0 | 0 | 1 | 7 | 1 |
| G: César Valdez (1-0, 0.00); P: Ruddy Acosta (0-1, 3.38); SV: Chad Gaudin (1). |   |   |   |   |   |   |   |   |   |   |   |   |
| HR: No hubo. ASIST: 3,007.                                                     |   |   |   |   |   |   |   |   |   |   |   |   |

| Equipo                                                          | 1 | 2 | 3 | 4 | 5 | 6 | 7 | 8 | 9 | C  | H  | E |
| --------------------------------------------------------------- | - | - | - | - | - | - | - | - | - | -- | -- | - |
| Yucatán                                                         | 2 | 0 | 1 | 0 | 1 | 0 | 2 | 2 | 2 | 10 | 17 | 4 |
| Oaxaca                                                          | 0 | 1 | 1 | 2 | 1 | 0 | 0 | 0 | 0 | 5  | 9  | 2 |
| G: Arcenio León (1-1, 18.00); P: Juan López (-, ); SV: No hubo. |   |   |   |   |   |   |   |   |   |    |    |   |
| HR: YUC - L. Heras (1), W. Ibarra (2). ASIST: 3,204.            |   |   |   |   |   |   |   |   |   |    |    |   |

| Equipo                                                                   | 1 | 2 | 3 | 4 | 5 | 6 | 7 | 8 | 9 | C | H  | E |
| ------------------------------------------------------------------------ | - | - | - | - | - | - | - | - | - | - | -- | - |
| Yucatán                                                                  | 0 | 0 | 0 | 0 | 0 | 1 | 0 | 0 | 0 | 1 | 3  | 0 |
| Oaxaca                                                                   | 2 | 3 | 0 | 0 | 0 | 0 | 0 | 0 | X | 5 | 10 | 0 |
| G: Alex Delgado (2-0, 1.38); P: Yoanner Negrín (0-1, 3.46); SV: No hubo. |   |   |   |   |   |   |   |   |   |   |    |   |
| HR: OAX - H. Urrutia (1). ASIST: 1,575.                                  |   |   |   |   |   |   |   |   |   |   |    |   |

| Equipo                                                                         | 1 | 2 | 3 | 4 | 5 | 6 | 7 | 8 | 9 | C | H | E |
| ------------------------------------------------------------------------------ | - | - | - | - | - | - | - | - | - | - | - | - |
| Oaxaca                                                                         | 0 | 0 | 0 | 0 | 0 | 0 | 0 | 0 | 0 | 0 | 5 | 1 |
| Yucatán                                                                        | 0 | 0 | 0 | 2 | 0 | 0 | 0 | 0 | X | 2 | 8 | 0 |
| G: Jorge Reyes (1-0, 1.38); P: Irwin Delgado (0-1, 1.93); SV: Chad Gaudin (2). |   |   |   |   |   |   |   |   |   |   |   |   |
| HR: YUC - S. Valle (1). ASIST: 6,049.                                          |   |   |   |   |   |   |   |   |   |   |   |   |

| Equipo                                                                      | 1 | 2 | 3 | 4 | 5 | 6 | 7 | 8 | 9 | 10 | 11 | C | H  | E |
| --------------------------------------------------------------------------- | - | - | - | - | - | - | - | - | - | -- | -- | - | -- | - |
| Oaxaca                                                                      | 0 | 1 | 0 | 1 | 0 | 0 | 0 | 0 | 0 | 0  | 3  | 5 | 11 | 1 |
| Yucatán                                                                     | 0 | 0 | 0 | 0 | 0 | 1 | 1 | 0 | 0 | 0  | 0  | 2 | 10 | 1 |
| G: Carlos Félix (1-0, 0.00); P: Andrés Iván Meza (0-1, 16.20); SV: No hubo. |   |   |   |   |   |   |   |   |   |    |    |   |    |   |
| HR: OAX - J. Austin (1); YUC - L. Heras (2). ASIST: 5,123.                  |   |   |   |   |   |   |   |   |   |    |    |   |    |   |

| Equipo                                                                  | 1 | 2 | 3 | 4 | 5 | 6 | 7 | 8 | 9 | C | H  | E |
| ----------------------------------------------------------------------- | - | - | - | - | - | - | - | - | - | - | -- | - |
| Puebla                                                                  | 0 | 0 | 1 | 3 | 0 | 0 | 0 | 0 | 0 | 4 | 12 | 2 |
| México                                                                  | 0 | 0 | 0 | 4 | 0 | 2 | 1 | 1 | X | 8 | 9  | 2 |
| G: Octavio Acosta (1-0, 0.00); P: Josh Outman (0-1, 9.00); SV: No hubo. |   |   |   |   |   |   |   |   |   |   |    |   |
| HR: MEX - M. Choice (1). ASIST: 3,252.                                  |   |   |   |   |   |   |   |   |   |   |    |   |

| Equipo                                                                  | 1 | 2 | 3 | 4 | 5 | 6 | 7 | 8 | 9 | C  | H  | E |
| ----------------------------------------------------------------------- | - | - | - | - | - | - | - | - | - | -- | -- | - |
| Puebla                                                                  | 0 | 3 | 0 | 0 | 0 | 0 | 1 | 0 | 0 | 4  | 10 | 2 |
| México                                                                  | 0 | 0 | 2 | 0 | 1 | 0 | 9 | 0 | X | 12 | 12 | 0 |
| G: David Reyes (1-0, 3.00); P: Fernando Cruz (0-1, 45.00); SV: No hubo. |   |   |   |   |   |   |   |   |   |    |    |   |
| HR: PUE - R. Rodríguez (1), M. Crouse (1 y 2). ASIST: 2,255.            |   |   |   |   |   |   |   |   |   |    |    |   |

| Equipo                                                                              | 1 | 2 | 3 | 4 | 5 | 6 | 7 | 8 | 9 | C | H  | E |
| ----------------------------------------------------------------------------------- | - | - | - | - | - | - | - | - | - | - | -- | - |
| México                                                                              | 1 | 1 | 0 | 0 | 4 | 0 | 0 | 0 | 0 | 6 | 15 | 2 |
| Puebla                                                                              | 1 | 0 | 0 | 3 | 0 | 3 | 0 | 0 | X | 7 | 8  | 1 |
| G: Juan Noriega (1-0, 0.00); P: Patrick Johnson (0-1, 11.81); SV: Jeff Johnson (1). |   |   |   |   |   |   |   |   |   |   |    |   |
| HR: MEX - E. Ávila (1); PUE - B. Heras (1). ASIST: 5,000.                           |   |   |   |   |   |   |   |   |   |   |    |   |

| Equipo                                                                             | 1 | 2 | 3 | 4 | 5 | 6 | 7 | 8 | 9 | C | H | E |
| ---------------------------------------------------------------------------------- | - | - | - | - | - | - | - | - | - | - | - | - |
| México                                                                             | 0 | 1 | 3 | 0 | 0 | 0 | 0 | 0 | 3 | 7 | 8 | 0 |
| Puebla                                                                             | 0 | 0 | 2 | 0 | 0 | 0 | 0 | 0 | 1 | 3 | 9 | 1 |
| G: Carlos de León (1-0, 3.60); P: Daniel Flores (0-1, 7.20); SV: Manny Acosta (1). |   |   |   |   |   |   |   |   |   |   |   |   |
| HR: MEX - D. Vidal (1). ASIST: 5,086.                                              |   |   |   |   |   |   |   |   |   |   |   |   |

| Equipo                                                                                | 1 | 2 | 3 | 4 | 5 | 6 | 7 | 8 | 9 | C | H | E |
| ------------------------------------------------------------------------------------- | - | - | - | - | - | - | - | - | - | - | - | - |
| México                                                                                | 1 | 0 | 2 | 0 | 0 | 0 | 0 | 0 | 0 | 3 | 5 | 0 |
| Puebla                                                                                | 0 | 0 | 0 | 0 | 0 | 0 | 1 | 0 | 0 | 1 | 7 | 0 |
| G: Luis Alonso Mendoza (1-0, 3.38); P: Josh Outman (0-2, 7.20); SV: Manny Acosta (2). |   |   |   |   |   |   |   |   |   |   |   |   |
| HR: MEX - L. Jiménez (1). ASIST: 4,406.                                               |   |   |   |   |   |   |   |   |   |   |   |   |

### Series de Campeonato (Otoño)
| Equipo                                                                                   | 1 | 2 | 3 | 4 | 5 | 6 | 7 | 8 | 9 | C | H | E |
| ---------------------------------------------------------------------------------------- | - | - | - | - | - | - | - | - | - | - | - | - |
| Monterrey                                                                                | 1 | 0 | 0 | 0 | 0 | 1 | 0 | 1 | 1 | 4 | 9 | 0 |
| Monclova                                                                                 | 2 | 0 | 1 | 0 | 0 | 0 | 0 | 0 | 0 | 3 | 8 | 0 |
| G: Nick Struck (1-0, 0.00); P: Zack Segovia (0-1, 9.00); SV: Wirfin Obispo (1).          |   |   |   |   |   |   |   |   |   |   |   |   |
| HR: MTY - J. Borbón (1), Y. Drake (1); MVA - F. Peguero (1), E. Aybar (1). ASIST: 8,500. |   |   |   |   |   |   |   |   |   |   |   |   |

| Equipo                                                                                                 | 1 | 2 | 3 | 4 | 5 | 6 | 7 | 8 | 9 | C | H  | E |
| --- | - | - | - | - | - | - | - | - | - | - | -- | - |
| Monterrey                                                                                              | 1 | 0 | 4 | 2 | 0 | 0 | 0 | 0 | 0 | 7 | 10 | 0 |
| Monclova                                                                                               | 0 | 3 | 0 | 0 | 0 | 0 | 0 | 0 | 0 | 3 | 5  | 0 |
| G: Darin Downs (1-0, 0.00); P: Josh Lowey (0-1, 15.75); SV: No hubo.                                   |   |   |   |   |   |   |   |   |   |   |    |   |
| HR: MTY - A. Murillo (1), F. Pérez (1), J. Borbón (2); MVA - C. Tapia (1), J. Pérez (1). ASIST: 8,500. |   |   |   |   |   |   |   |   |   |   |    |   |

| Equipo                                                                                 | 1 | 2 | 3 | 4 | 5 | 6 | 7 | 8 | 9 | C | H  | E |
| -------------------------------------------------------------------------------------- | - | - | - | - | - | - | - | - | - | - | -- | - |
| Monclova                                                                               | 0 | 0 | 0 | 3 | 1 | 0 | 2 | 0 | 0 | 6 | 14 | 0 |
| Monterrey                                                                              | 3 | 0 | 5 | 0 | 0 | 0 | 0 | 0 | X | 8 | 13 | 1 |
| G: Édgar González (1-0, 7.20); P: André Rienzo (0-1, 6.14); SV: Wirfin Obispo (2).     |   |   |   |   |   |   |   |   |   |   |    |   |
| HR: MVA - C. Gotta (1); MTY - J. Amador (1), Y. Drake (2), R. Peña (1). ASIST: 15,758. |   |   |   |   |   |   |   |   |   |   |    |   |

| Equipo | 1 | 2 | 3 | 4 | 5 | 6 | 7 | 8 | 9 | C | H  | E |
| --- | - | - | - | - | - | - | - | - | - | - | -- | - |
| Monclova | 0 | 1 | 0 | 1 | 7 | 0 | 0 | 0 | 0 | 9 | 10 | 0 |
| Monterrey | 4 | 0 | 2 | 0 | 1 | 0 | 0 | 1 | 0 | 8 | 10 | 0 |
| G: Jason Gurka (1-0, 7.36); P: Jesús Barraza (0-1, 7.71); SV: Josh Lueke (1).                                       |   |   |   |   |   |   |   |   |   |   |    |   |
| HR: MVA - D. Espinosa (1), J. Arredondo (1), J. Pérez (2); MTY - C. Roberson (1), J. Amador (2 y 3). ASIST: 20,459. |   |   |   |   |   |   |   |   |   |   |    |   |

| Equipo                                                                                    | 1 | 2 | 3 | 4 | 5 | 6 | 7 | 8 | 9 | C | H  | E |
| ----------------------------------------------------------------------------------------- | - | - | - | - | - | - | - | - | - | - | -- | - |
| Monclova                                                                                  | 0 | 1 | 0 | 2 | 0 | 0 | 2 | 0 | 0 | 5 | 11 | 2 |
| Monterrey                                                                                 | 0 | 0 | 1 | 1 | 0 | 1 | 5 | 1 | X | 9 | 15 | 0 |
| G: Nick Struck (2-0, 3.86); P: Arturo Barradas (0-1, 13.50); SV: No hubo.                 |   |   |   |   |   |   |   |   |   |   |    |   |
| HR: MVA - J. Pérez (3), D. Espinosa (2); MTY - Y. Drake (3), F. Pérez (2). ASIST: 18,202. |   |   |   |   |   |   |   |   |   |   |    |   |

| Equipo                                                                        | 1 | 2 | 3 | 4 | 5 | 6 | 7 | 8 | 9 | C | H  | E |
| ----------------------------------------------------------------------------- | - | - | - | - | - | - | - | - | - | - | -- | - |
| Oaxaca                                                                        | 2 | 2 | 0 | 0 | 2 | 0 | 0 | 0 | 0 | 6 | 10 | 1 |
| México                                                                        | 0 | 0 | 5 | 1 | 2 | 0 | 0 | 0 | X | 8 | 13 | 1 |
| G: Arturo López (1-0, 0.00); P: Axel Ríos (0-1, 20.25); SV: Manny Acosta (1). |   |   |   |   |   |   |   |   |   |   |    |   |
| HR: OAX - H. Urrutia (1); MEX - J. C. Gamboa (1). ASIST: 5,842.               |   |   |   |   |   |   |   |   |   |   |    |   |

| Equipo                                                                    | 1 | 2 | 3 | 4 | 5 | 6 | 7 | 8 | 9 | C  | H  | E |
| ------------------------------------------------------------------------- | - | - | - | - | - | - | - | - | - | -- | -- | - |
| Oaxaca                                                                    | 1 | 0 | 0 | 0 | 4 | 0 | 2 | 2 | 4 | 13 | 19 | 1 |
| México                                                                    | 0 | 0 | 2 | 1 | 0 | 0 | 0 | 0 | 0 | 3  | 6  | 4 |
| G: Irwin Delgado (1-0, 5.40); P: Gonzalo Sañudo (0-1, 9.00); SV: No hubo. |   |   |   |   |   |   |   |   |   |    |    |   |
| HR: OAX - Y. Betancourt (1 y 2); MEX - D. Vidal (1). ASIST: 5,425.        |   |   |   |   |   |   |   |   |   |    |    |   |

| Equipo                                                                        | 1 | 2 | 3 | 4 | 5 | 6 | 7 | 8 | 9 | C  | H  | E |
| ----------------------------------------------------------------------------- | - | - | - | - | - | - | - | - | - | -- | -- | - |
| México                                                                        | 0 | 1 | 0 | 0 | 1 | 0 | 0 | 1 | 0 | 3  | 12 | 0 |
| Oaxaca                                                                        | 1 | 0 | 2 | 2 | 0 | 0 | 5 | 0 | X | 10 | 14 | 0 |
| G: Alex Delgado (1-0, 2.25); P: Luis Alonso Mendoza (0-1, 9.64); SV: No hubo. |   |   |   |   |   |   |   |   |   |    |    |   |
| HR: MEX - M. Choice (1); OAX - Y. Betancourt (3). ASIST: 6,200.               |   |   |   |   |   |   |   |   |   |    |    |   |

| Equipo                                                                     | 1 | 2 | 3 | 4 | 5 | 6 | 7 | 8 | 9 | C | H  | E |
| -------------------------------------------------------------------------- | - | - | - | - | - | - | - | - | - | - | -- | - |
| México                                                                     | 3 | 0 | 0 | 0 | 2 | 3 | 1 | 0 | 0 | 9 | 12 | 1 |
| Oaxaca                                                                     | 0 | 1 | 0 | 0 | 2 | 0 | 1 | 0 | 0 | 4 | 8  | 1 |
| G: Patrick Johnson (1-0, 3.00); P: Ruddy Acosta (0-1, 11.81); SV: No hubo. |   |   |   |   |   |   |   |   |   |   |    |   |
| HR: MEX - M. Choice (2); OAX - A. González (1). ASIST: 6,050.              |   |   |   |   |   |   |   |   |   |   |    |   |

| Equipo                                                                                  | 1 | 2 | 3 | 4 | 5 | 6 | 7 | 8 | 9 | C | H | E |
| --------------------------------------------------------------------------------------- | - | - | - | - | - | - | - | - | - | - | - | - |
| México                                                                                  | 0 | 0 | 0 | 1 | 0 | 0 | 0 | 0 | 0 | 1 | 4 | 0 |
| Oaxaca                                                                                  | 0 | 0 | 0 | 0 | 0 | 2 | 0 | 0 | X | 2 | 4 | 0 |
| G: José Carlos Medina (1-0, 6.00); P: Octavio Acosta (0-1, 4.15); SV: Carlos Félix (1). |   |   |   |   |   |   |   |   |   |   |   |   |
| HR: No hubo. ASIST: 6,030.                                                              |   |   |   |   |   |   |   |   |   |   |   |   |

| Equipo                                                                    | 1 | 2 | 3 | 4 | 5 | 6 | 7 | 8 | 9 | C | H  | E |
| ------------------------------------------------------------------------- | - | - | - | - | - | - | - | - | - | - | -- | - |
| Oaxaca                                                                    | 0 | 1 | 0 | 0 | 0 | 4 | 3 | 0 | 0 | 8 | 10 | 1 |
| México                                                                    | 3 | 0 | 0 | 0 | 0 | 1 | 0 | 0 | 0 | 4 | 12 | 0 |
| G: Ozzie Méndez (1-0, 2.08); P: Patrick Johnson (1-1, 5.63); SV: No hubo. |   |   |   |   |   |   |   |   |   |   |    |   |
| HR: OAX - H. Urrutia (2). ASIST: 6,400.                                   |   |   |   |   |   |   |   |   |   |   |    |   |

### Serie del Rey (Otoño)
Los Sultanes de Monterrey conquistaron su décimo título en la Liga Mexicana de Béisbol y alzaron la Copa Zaachila, al superar 4-2 a los Guerreros de Oaxaca en la Serie del Rey. De esta forma los "Fantasmas Grises" llegaron a 10 títulos en la LMB, el primero en 11 años, ya que el anterior fue en el 2007, venciendo en siete juegos a los Leones de Yucatán.
El trofeo de Jugador Más Valioso fue para el tercera base Agustín Murillo de Sultanes, quien bateó en la serie por el título para .308, con dos cuadrangulares y cinco carreras producidas.

#### Oaxacavs.Monterrey

##### Juego 1
2 de octubre de 2018; Estadio de Béisbol Monterrey, Monterrey, Nuevo León.
| Equipo                                                                             | 1 | 2 | 3 | 4 | 5 | 6 | 7 | 8 | 9 | C | H  | E |
| ---------------------------------------------------------------------------------- | - | - | - | - | - | - | - | - | - | - | -- | - |
| Oaxaca                                                                             | 2 | 2 | 0 | 0 | 0 | 0 | 0 | 0 | 0 | 4 | 11 | 0 |
| Monterrey                                                                          | 0 | 0 | 0 | 0 | 0 | 0 | 0 | 1 | 0 | 1 | 3  | 1 |
| G: Alex Delgado (1-0, 0.00); P: Édgar González (0-1, 27.00); SV: Carlos Félix (1). |   |   |   |   |   |   |   |   |   |   |    |   |
| HR: No hubo. ASIST: 21,909.                                                        |   |   |   |   |   |   |   |   |   |   |    |   |

- Oaxaca lidera la serie 1-0.[202]

##### Juego 2
3 de octubre de 2018; Estadio de Béisbol Monterrey, Monterrey, Nuevo León.
| Equipo                                                                       | 1 | 2 | 3 | 4 | 5 | 6 | 7 | 8 | 9 | C | H  | E |
| ---------------------------------------------------------------------------- | - | - | - | - | - | - | - | - | - | - | -- | - |
| Oaxaca                                                                       | 1 | 0 | 4 | 0 | 1 | 0 | 0 | 0 | 0 | 6 | 12 | 1 |
| Monterrey                                                                    | 0 | 2 | 0 | 0 | 2 | 0 | 0 | 0 | 3 | 7 | 9  | 0 |
| G: Wirfin Obispo (1-0, 0.00); P: Carlos Félix (0-1, 20.25); SV: No hubo.     |   |   |   |   |   |   |   |   |   |   |    |   |
| HR: OAX - A. Sánchez (1); MTY - F. Pérez (1), A. Murillo (1). ASIST: 21,909. |   |   |   |   |   |   |   |   |   |   |    |   |

- Serie empatada a 1.[204]

##### Juego 3
5 de octubre de 2018; Estadio Eduardo Vasconcelos, Oaxaca, Oaxaca.
| Equipo                                                                   | 1 | 2 | 3 | 4 | 5 | 6 | 7 | 8 | 9 | C | H  | E |
| ------------------------------------------------------------------------ | - | - | - | - | - | - | - | - | - | - | -- | - |
| Monterrey                                                                | 1 | 2 | 0 | 0 | 0 | 0 | 0 | 2 | 0 | 5 | 10 | 1 |
| Oaxaca                                                                   | 0 | 1 | 0 | 0 | 0 | 0 | 0 | 0 | 0 | 1 | 6  | 0 |
| G: José de Paula (1-0, 0.00); P: Ruddy Acosta (0-1, 16.20); SV: No hubo. |   |   |   |   |   |   |   |   |   |   |    |   |
| HR: MTY - A. Murillo (2). ASIST: 7,000.                                  |   |   |   |   |   |   |   |   |   |   |    |   |

- Monterrey lidera la serie 2-1.[206]

##### Juego 4
6 de octubre de 2018; Estadio Eduardo Vasconcelos, Oaxaca, Oaxaca.
| Equipo                                                                                    | 1 | 2 | 3 | 4 | 5 | 6 | 7 | 8 | 9 | C | H | E |
| ----------------------------------------------------------------------------------------- | - | - | - | - | - | - | - | - | - | - | - | - |
| Monterrey                                                                                 | 0 | 3 | 0 | 0 | 0 | 0 | 0 | 0 | 0 | 3 | 9 | 0 |
| Oaxaca                                                                                    | 0 | 0 | 0 | 0 | 0 | 0 | 2 | 0 | 0 | 2 | 8 | 2 |
| G: Dallas Martínez (1-0, 0.00); P: José Carlos Medina (0-1, 2.57); SV: Wirfin Obispo (1). |   |   |   |   |   |   |   |   |   |   |   |   |
| HR: No hubo. ASIST: 7,150.                                                                |   |   |   |   |   |   |   |   |   |   |   |   |

- Monterrey lidera la serie 3-1.[208]

##### Juego 5
7 de octubre de 2018; Estadio Eduardo Vasconcelos, Oaxaca, Oaxaca.
| Equipo                                                                    | 1 | 2 | 3 | 4 | 5 | 6 | 7 | 8 | 9 | 10 | C | H  | E |
| ------------------------------------------------------------------------- | - | - | - | - | - | - | - | - | - | -- | - | -- | - |
| Monterrey                                                                 | 1 | 0 | 0 | 2 | 2 | 0 | 0 | 0 | 0 | 0  | 5 | 16 | 1 |
| Oaxaca                                                                    | 1 | 0 | 0 | 0 | 4 | 0 | 0 | 0 | 0 | 1  | 6 | 13 | 1 |
| G: Samuel Zazueta (1-0, 1.35); P: Wirfin Obispo (1-1, 2.45); SV: No hubo. |   |   |   |   |   |   |   |   |   |    |   |    |   |
| HR: MTY - R. Peña (1). ASIST: 7,230.                                      |   |   |   |   |   |   |   |   |   |    |   |    |   |

- Monterrey lidera la serie 3-2.[210]

##### Juego 6
9 de octubre de 2018; Estadio de Béisbol Monterrey, Monterrey, Nuevo León.
| Equipo                                                                    | 1 | 2 | 3 | 4 | 5 | 6 | 7 | 8 | 9 | C | H | E |
| ------------------------------------------------------------------------- | - | - | - | - | - | - | - | - | - | - | - | - |
| Oaxaca                                                                    | 0 | 1 | 0 | 0 | 0 | 0 | 0 | 1 | 0 | 2 | 6 | 0 |
| Monterrey                                                                 | 0 | 0 | 0 | 1 | 0 | 0 | 0 | 1 | 1 | 3 | 8 | 0 |
| G: Wirfin Obispo (2-1, 1.93); P: Samuel Zazueta (1-1, 2.35); SV: No hubo. |   |   |   |   |   |   |   |   |   |   |   |   |
| HR: No hubo. ASIST: 21,909.                                               |   |   |   |   |   |   |   |   |   |   |   |   |

- Monterrey gana la serie 4-2.[212]

## Líderes
A continuación se muestran los lideratos tanto individuales como colectivos de los diferentes departamentos de bateo y de pitcheo de ambos torneos.

### Bateo
| Categoría           | Campeonato | Individual                                                         | Marca | Colectivo                   | Marca |
| ------------------- | ---------- | ------------------------------------------------------------------ | ----- | --------------------------- | ----- |
| Porcentaje          | Primavera  | Isaac Rodríguez (TIJ)                                              | .394  | Generales de Durango        | .324  |
| Porcentaje          | Otoño      | Olmo Rosario (CAM)                                                 | .408  | Pericos de Puebla           | .313  |
| Carreras Producidas | Primavera  | Jesús Castillo (MVA)                                               | 57    | Diablos Rojos del México    | 354   |
| Carreras Producidas | Otoño      | Francisco Peguero (MVA) Félix Pérez (AGS-MTY)                      | 60    | Acereros del Norte          | 333   |
| Home Runs           | Primavera  | Félix Pérez (AGS)                                                  | 15    | Bravos de León              | 70    |
| Home Runs           | Otoño      | Félix Pérez (AGS-MTY)                                              | 19    | Sultanes de Monterrey       | 75    |
| Carreras Anotadas   | Primavera  | Carlos Figueroa (MEX)                                              | 54    | Diablos Rojos del México    | 386   |
| Carreras Anotadas   | Otoño      | Everth Cabrera (YUC) Dustin Geiger (DUR-OAX) Félix Pérez (AGS-MTY) | 48    | Acereros del Norte          | 360   |
| Hits                | Primavera  | Isaac Rodríguez (TIJ)                                              | 89    | Generales de Durango        | 677   |
| Hits                | Otoño      | Yuniesky Betancourt (OAX)                                          | 91    | Sultanes de Monterrey       | 621   |
| Dobles              | Primavera  | Daniel Núñez (DUR)                                                 | 23    | Generales de Durango        | 140   |
| Dobles              | Otoño      | Yuniesky Betancourt (OAX)                                          | 22    | Sultanes de Monterrey       | 118   |
| Triples             | Primavera  | Michael Crouse (PUE) Rubén Sosa (YUC)                              | 5     | Leones de Yucatán           | 22    |
| Triples             | Otoño      | Johnny Davis (LAR)                                                 | 6     | Algodoneros de Unión Laguna | 13    |
| Bases Robadas       | Primavera  | Carlos Figueroa (MEX)                                              | 23    | Toros de Tijuana            | 81    |
| Bases Robadas       | Otoño      | Johnny Davis (LAR)                                                 | 28    | Toros de Tijuana            | 65    |
| Slugging            | Primavera  | Daric Barton (PUE)                                                 | .669  | Generales de Durango        | .480  |
| Slugging            | Otoño      | Yeison Asencio (MEX) Dustin Geiger (DUR-OAX)                       | .642  | Sultanes de Monterrey       | .490  |

### Pitcheo
| Categoría         | Campeonato | Individual | Marca | Colectivo                                             | Marca |
| ----------------- | ---------- | --- | ----- | ----------------------------------------------------- | ----- |
| Efectividad       | Primavera  | Jorge Reyes (MTY) | 1.97  | Leones de Yucatán                                     | 3.95  |
| Efectividad       | Otoño      | André Rienzo (MVA) | 0.76  | Acereros del Norte                                    | 3.05  |
| Juegos Ganados    | Primavera  | Carlos Hernández (TIJ) Josh Lowey (MVA) | 8     | Leones de Yucatán                                     | 40    |
| Juegos Ganados    | Otoño      | Édgar González (MTY) Patrick Johnson (MEX) Terance Marín (LAR) | 7     | Acereros del Norte                                    | 42    |
| Ponches           | Primavera  | Josh Lowey (MVA) | 79    | Sultanes de Monterrey                                 | 401   |
| Ponches           | Otoño      | Orlando Lara (CAM) | 64    | Sultanes de Monterrey                                 | 405   |
| Entradas Lanzadas | Primavera  | Josh Lowey (MVA) | 73.1  | Rieleros de Aguascalientes                            | 507.0 |
| Entradas Lanzadas | Otoño      | Josh Lowey (MVA) | 71.0  | Sultanes de Monterrey                                 | 515.0 |
| Juegos Completos  | Primavera  | Henderson Álvarez (TIG) Dustin Crenshaw (LEO) Josh Lowey (MVA) Luis Alonso Mendoza (MEX) Aldo Montes (CAM) Pablo Ortega (TIG) Alejandro Soto (LEO) Raúl Valdés (SAL)                                                                    | 1     | Bravos de León Tigres de Quintana Roo                 | 2     |
| Juegos Completos  | Otoño      | Henderson Álvarez (TIG) Ángel Araiza (TAB) Gabriel Arias (LAG) Marco Carrillo (CAM) Alex Delgado (OAX) Carlos Félix (OAX) Adrián Garza (TAB) Rogelio Martínez (LEO) Luis Alonso Mendoza (MEX) Guillermo Moscoso (LEO) Wilmer Ríos (MVA) | 1     | Bravos de León Olmecas de Tabasco Guerreros de Oaxaca | 2     |
| Blanqueadas       | Primavera  | Josh Lowey (MVA) Pablo Ortega (TIG) Raúl Valdés (SAL) | 1     | Acereros del Norte                                    | 6     |
| Blanqueadas       | Otoño      | Ángel Araiza (TAB) Alex Delgado (OAX) Carlos Félix (OAX) Wilmer Ríos (MVA) | 1     | Tecolotes de los Dos Laredos                          | 7     |
| Juegos Salvados   | Primavera  | Josh Lueke (DUR-MVA) | 14    | Leones de Yucatán                                     | 19    |
| Juegos Salvados   | Otoño      | Wirfin Obispo (MTY) | 14    | Toros de Tijuana                                      | 18    |
| WHIP              | Primavera  | Carlos Hernández (TIJ) | 1.02  | Toros de Tijuana                                      | 1.39  |
| WHIP              | Otoño      | Édgar González (MTY) | 0.99  | Acereros del Norte                                    | 1.28  |

## Designaciones
A continuación se muestran a los ganadores de las Nominaciones Especiales 2018.
| Designación                     | Ganador                 | Equipo                       |
| ------------------------------- | ----------------------- | ---------------------------- |
| Jugador más valioso (Primavera) | Jesús Castillo          | Acereros del Norte           |
| Jugador más valioso (Otoño)     | Francisco Peguero       | Acereros del Norte           |
| Pitcher del año                 | Josh Lowey              | Acereros del Norte           |
| Relevista del año               | Wirfin Obispo           | Sultanes de Monterrey        |
| Novato del año                  | Romario Gil             | Pericos de Puebla            |
| Retorno del año                 | José Pablo Oyervídez    | Tecolotes de los Dos Laredos |
| Mánager del año                 | Roberto Kelly           | Sultanes de Monterrey        |
| Ejecutivo del año               | Jesús Dionisio González | Sultanes de Monterrey        |

## Mejores defensivos
A continuación se muestran a los mejores defensivos de la temporada 2018.
| Posición            | Ganador                       | Porcentaje |
| ------------------- | ----------------------------- | ---------- |
| Lanzador            | Jonhatan Castellanos (YUC)    | 1.000      |
| Receptor            | Erick Rodríguez (OAX)         | .998       |
| Primera base        | C.J. Retherford (TIG)         | .996       |
| Segunda base        | Carlos Alberto Gastélum (TIG) | .998       |
| Tercera base        | Agustín Murillo (MTY)         | .974       |
| Parador en corto    | Rolando Acosta (TIG)          | .979       |
| Jardinero izquierdo | Cristhian Presichi (AGS)      | .978       |
| Jardinero central   | Tony Campana (AGS)            | .988       |
| Jardinero derecho   | José Juan Aguilar (YUC)       | .977       |

## Acontecimientos relevantes
- 24 de enero: Fallece Ramón "Diablo" Montoya, quien debutara con los Diablos Rojos del México en 1962 y se convertiría en un espectaular jardinero central. Su promedio al bat después de jugar 1,498 encuentros fue de .316. Se retiró en 1976, pero regresó en 1983 para participar en 4 juegos y recibir un gran homenaje.[229]
- 27 de febrero: Fallece Tomás "Tommy" Morales, periodista, cronista y miembro del Salón de la Fama del Béisbol Profesional de México.[230][231][232]
- 7 de marzo: La LMB anuncia su nueva apuesta digital: Beisbol Fantasy, misma que arrancaría el 4 de abril. Una propuesta que sería desarrollada en conjunto con Fanplei.[233] Con Beisbol Fantasy los aficionados tendrían la posibilidad de elegir jugadores y formar su equipo, compartir sus triunfos, vivir y sentir el drama que se desarrolla en un dugout. Además de leer noticias sobre los beisbolistas y las estadísticas de los mismos.[234]
- 26 de marzo: Javier Salinas, presidente de la LMB, sostiene la primera de dos sesiones de trabajo con el presidente de la Confederación Mundial de Béisbol y Sóftbol (WBSC), Riccardo Fraccari, en Roma, Italia, sede el organismo. El tema central en la primera reunión de su tipo en la historia de la LMB, fueron los proyectos a nivel internacional para impulsar la difusión de este deporte y los planes en beneficio del béisbol mexicano.[235]
- 3 de abril: Jonathan del Campo, de los Generales de Durango, bateó el ciclo en la victoria de su equipo ante los Leones de Yucatán por pizarra de 24-7, en un juego disputado en el Estadio Francisco Villa de Durango, Durango.[236]
- 5 de abril: Por segunda ocasión en la historia de la LMB un equipo recibió tres bases por bolas intencionales en una sola entrada. Fueron los Diablos Rojos del México en el sexto episodio del tercero de la serie ante los Saraperos de Saltillo, en un juego disputado en el Estadio Fray Nano de la Ciudad de México.[237]
- 10 de abril: La LMB anuncia que las transmisiones de los juegos llegarían a Europa y Sudamérica a través de Facebook Live.[238]
- 14 de abril: El venezolano Jairo Pérez, de los Olmecas de Tabasco, conectó cuatro dobles y empató él récord en la historia de la LMB de más dobles conectados en un juego de nueve entradas, en la derrota de su equipo ante los Saraperos de Saltillo por 3-2, en un juego disputado en el Estadio Francisco I. Madero de Saltillo, Coahuila.[239]
- 27 de abril: El lanzador dominicano Juan Paniagua, de los Tecolotes de los Dos Laredos, es suspendido 5 juegos a partir del 27 de abril y se le aplicó una multa, por utilizar brea durante el tercer juego de la serie ante los Acereros del Norte, celebrado el jueves 26 de abril en el Estadio Nuevo Laredo de Nuevo Laredo, Tamaulipas.[240]
- 1 de mayo: El estadounidense Alonzo Harris, de los Tigres de Quintana Roo, empató el récord de la Liga Mexicana al batear de 6-6, en un partido disputado ante los Pericos de Puebla en el Estadio Hermanos Serdán de Puebla, Puebla; que terminó 6-5 a favor de su equipo.[241]
- 2 de mayo: El entrenador del Club Tecolotes de los Dos Laredos, Guillermo Larreal, fue suspendido por el resto de la Temporada regular y postemporada del primer campeonato "Alfredo Harp Helú" 2018, además de aplicársele una sanción económica, derivada de una conducta antideportiva en contra del ampáyer principal, reportada el 1 de mayo. Durante la sexta entrada del primer juego de la serie Tecolotes contra Generales de Durango, celebrado en el Estadio Francisco Villa, Larreal empujó agresivamente por la espalda al ampáyer principal, Pedro Tun, y posteriormente se dirigió al homeplate para cubrirlo de tierra.[242]
- 15 de mayo: Luz Alicia Gordoa se convirtió en la primera mujer ampáyer en participar en un juego oficial de la LMB, hecho que aconteció en un partido disputado entre los Guerreros de Oaxaca y los Diablos Rojos del México en el Estadio Fray Nano de la Ciudad de México.[243][244]
- 15 de mayo: El cubano Yuniesky Betancourt, de los Guerreros de Oaxaca, empató el récord de la Liga Mexicana al batear de 6-6, en un partido disputado ante los Diablos Rojos del México en el Estadio Fray Nano de la Ciudad de México; que terminó 16-10 a favor de su equipo.[245]
- 26 de mayo: Francisco Williams, de los Piratas de Campeche, se convirtió en el sexto pelotero en la historia de la LMB en jugar las nueve posiciones en un partido de nueve entradas, en la derrota de su equipo ante los Olmecas de Tabasco por 10-4 en el Estadio Nelson Barrera Romellón de Campeche, Campeche.[246]
- 14 de junio: Los jugadores Francisco Lugo, Manny Acosta, Misael Germán y Jorge Reyes de los Sultanes de Monterrey, así como Alex Sanabia, Daniel Moskos, Sergio Mitre y José Barraza de los Toros de Tijuana, fueron sancionados tras la pelea suscitada en el Juego 4 de la Serie de Campeonato de la Zona Norte, celebrado el miércoles 13 de junio en el Estadio Gasmart de Tijuana, Baja California. Las suspensiones a los jugadores antes mencionados aplicarían a partir del jueves 14 de junio (Juego 5 de la Serie de Campeonato de la Zona Norte).[247]
- 12 de julio: Los Olmecas de Tabasco imponen un nuevo récord de la LMB al llegar a 9 encuentros consecutivos sin cometer error, marca que tenía 42 años de antigüedad. Hecho que aconteció tras caer el out 27 en el Estadio Revolución en Torreón, Coahuila; al imponerse 8-3 a los Algodoneros de Unión Laguna. Dicha marca se implantó del 3 al 12 de julio, luego de tres juegos en Campeche, tres en casa ante los Tigres de Quintana Roo, y los tres ante Unión Laguna en la Comarca Lagunera.[248]
- 18 de julio: La LMB se convierte en miembro oficial de la Confederación Mundial de Béisbol y Sóftbol (WBSC).[249]
- 18 de julio: Luz Alicia Gordoa Osuna se convirtió en la primera mujer en ser ampáyer de home plate en un juego oficial de la LMB. Hecho que aconteció en el segundo encuentro de la serie entre Generales de Durango y Bravos de León realizado en el Estadio Domingo Santana de León, Guanajuato.[250][251]
- 18 de julio: Los ampáyers Ulises Domínguez Solís y Rodolfo Pastrana Tejeda, son dados de baja de la cuarteta en la que se desempeñaban, derivado de bajo rendimiento y una falla grave en su trabajo como jueces del primer juego de la serie Algodoneros de Unión Laguna contra Diablos Rojos del México, celebrado el 17 de julio en el Estadio Fray Nano de la Ciudad de México.[252]
- 8 de agosto: Fallece Enrique "Bombero" Castillo, destacado lanzador nacido en La Barca, Jalisco, considerado uno de los mejores relevistas en la historia de la LMB. Brilló en la década de los sesenta con los Tigres Capitalinos, además de militar con Saraperos de Saltillo, Algodoneros de Unión Laguna, Cafeteros de Córdoba y Tecolotes de Nuevo Laredo, totalizando 17 temporadas.[253]
- 19 de agosto: José "Chapo" Amador, de los Sultanes de Monterrey, bateó su cuadrangular 200 en la LMB. Lo consiguió en el Estadio de Béisbol Monterrey ante los envíos del lanzador derecho estadounidense Arik Sikula, de Saraperos de Saltillo, en la quinta entrada.[254]
- 24 de agosto: La LMB recibió en sus oficinas de la Ciudad de México y sostuvo una reunión de trabajo con directivos de la Liga Japonesa de Béisbol (NPB) para abordar temas de planeación deportiva, estrategia, cooperación y acuerdos entre ambas ligas.[255]
- 4 de septiembre: El lanzador brasileño André Rienzo, de los Acereros del Norte, impone nueva marca de efectividad con 0.76 en una campaña, la cual tuvo un rol de 57 encuentros. Es el porcentaje de carreras limpias más bajo en la LMB desde el 0.78 que consiguió Alberto Romo Chávez del Agrario en 1937, en calendario de 25 juegos.[256][257]
- 2 de octubre: Fallece Obed Plascencia, destacado jardinero nacido en Santa Rosalía, Baja California Sur. Jugó 15 años con la franela de los Tigres Capitalinos entre 1965 y 1979, y fue campeón en su año de novato con el equipo de bengala.[258]
- 24 de octubre: Fallece Benjamín "Papelero" Valenzuela, destacado tercera base que llegó a Grandes Ligas en 1958 con los Cardenales de San Luis y que jugó en la LMB con Sultanes de Monterrey (1954), Rojos del Águila de Veracruz (1962-63) y Petroleros de Poza Rica (1964-66).[259]
- 5 de diciembre: Fallece Carlos "Bobby" Treviño, quien jugó 13 años en la LMB con siete diferentes equipos durante 13 campañas, entre 1964 y 1979, siendo parte de Diablos Rojos, Unión Laguna, Coahuila, Saltillo, Laredo, Tabasco y Tampico. En total bateó para .283 con 70 cuadrangulares y 608 carreras impulsadas en 1,214 juegos.[260]
- 7 de diciembre: Fallece José "Hacha" Castillo, quien jugó en la LMB entre 2011 y 2016 con cinco diferentes equipos (Diablos Rojos del México, Rojos del Águila de Veracruz, Pericos de Puebla, Olmecas de Tabasco y Piratas de Campeche). En 2012 fue parte de los Rojos del Águila campeones en la LMB.[261]
- 27 de diciembre: Fallece Roberto "Musulungo" Herrera, quien jugó 10 años en la LMB con Reynosa, Puebla, Yucatán, Tampico y Coahuila entre 1965 y 1975. Se desempeñó principalmente como receptor y dejó un porcentaje de bateo de por vida de .313, con 111 cuadrangulares y 588 carreras producidas en 1,086 juegos.[262]